# Астраханская область
Астраха́нская о́бласть — субъект Российской Федерации, относится к Южному федеральному округу.
Граничит с Волгоградской областью — на севере, с Калмыкией — на западе, с Казахстаном — на востоке, на юге — омывается Каспийским морем.
Административный центр области — город Астрахань.
Область образована 27 декабря 1943 года.

## Физико-географическая характеристика

### География

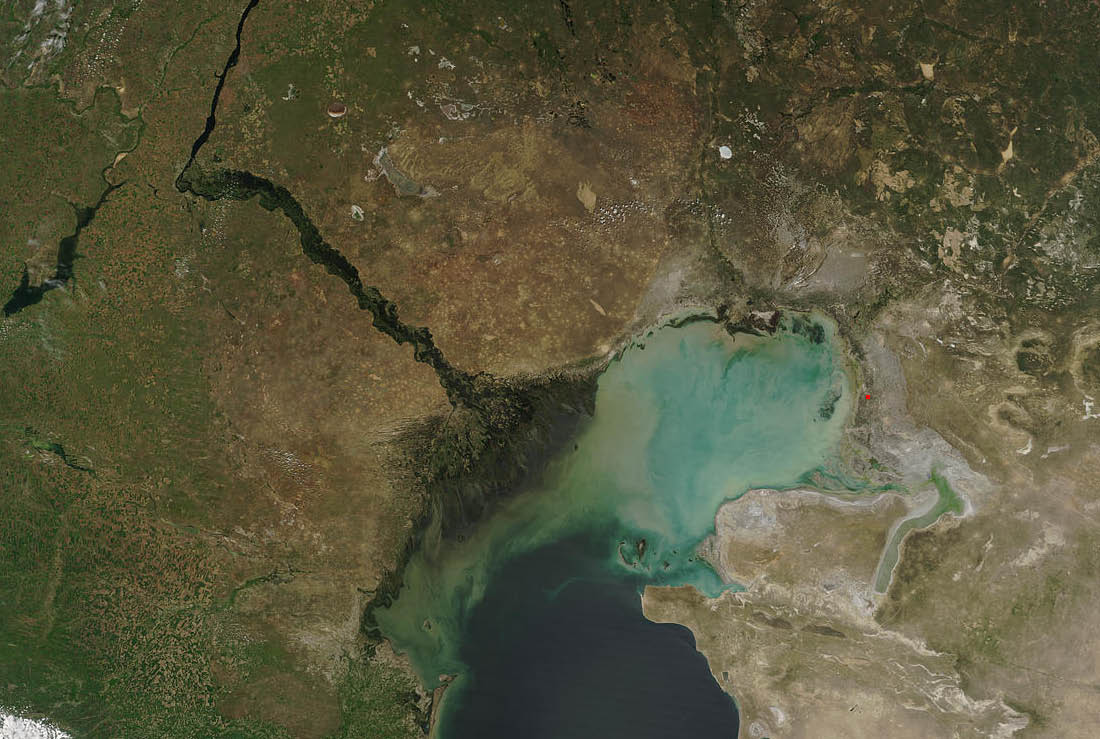
Прикаспийская низменность. Вид со спутника.

Астраханская область расположена на юго-востоке Восточно-Европейской равнины в пределах Прикаспийской низменности, в умеренных широтах, в зоне пустынь и полупустынь, которые используются в основном как пастбища. Область узкой полосой протянулась по обе стороны от Волго-Ахтубинской поймы на расстоянии более 400 км. Заливаемые полыми водами на длительный период пространства дельты служат нерестилищем для важных промысловых рыб — русского осетра, севрюги, белуги и других.
Крайняя северная точка находится на границе с Волгоградской областью на 48°52' с. ш., южная — на берегу Каспийского моря — 45°31' с. ш.. Самая западная точка расположена в Черноярском районе на границе с Волгоградской областью — 44°58' в. д., восточная — на одном из маленьких островков дельты Волги в Володарском районе на 49°15' в. д. Протяжённость региона с севера на юг составляет более 400 км, а с востока на запад максимально 120 км. Основной ландшафт области представлен молого-волнистой пустынной равниной, осложнённой огромными массивами бугров, песков, сухими ложбинами, озёрами, карстовыми формами рельефа и др.

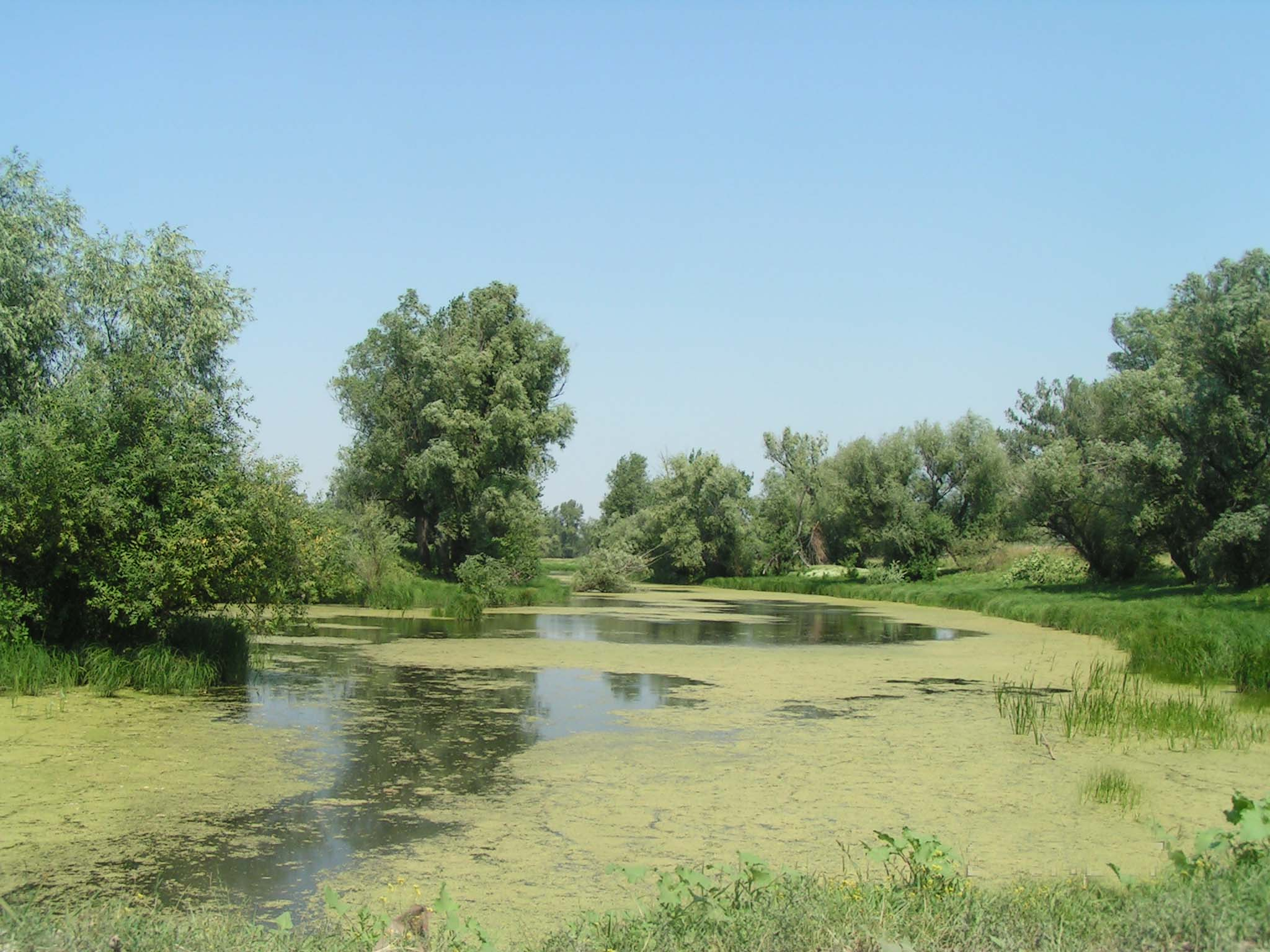
Волго-Ахтубинская пойма. Ерик Старый Каширин.

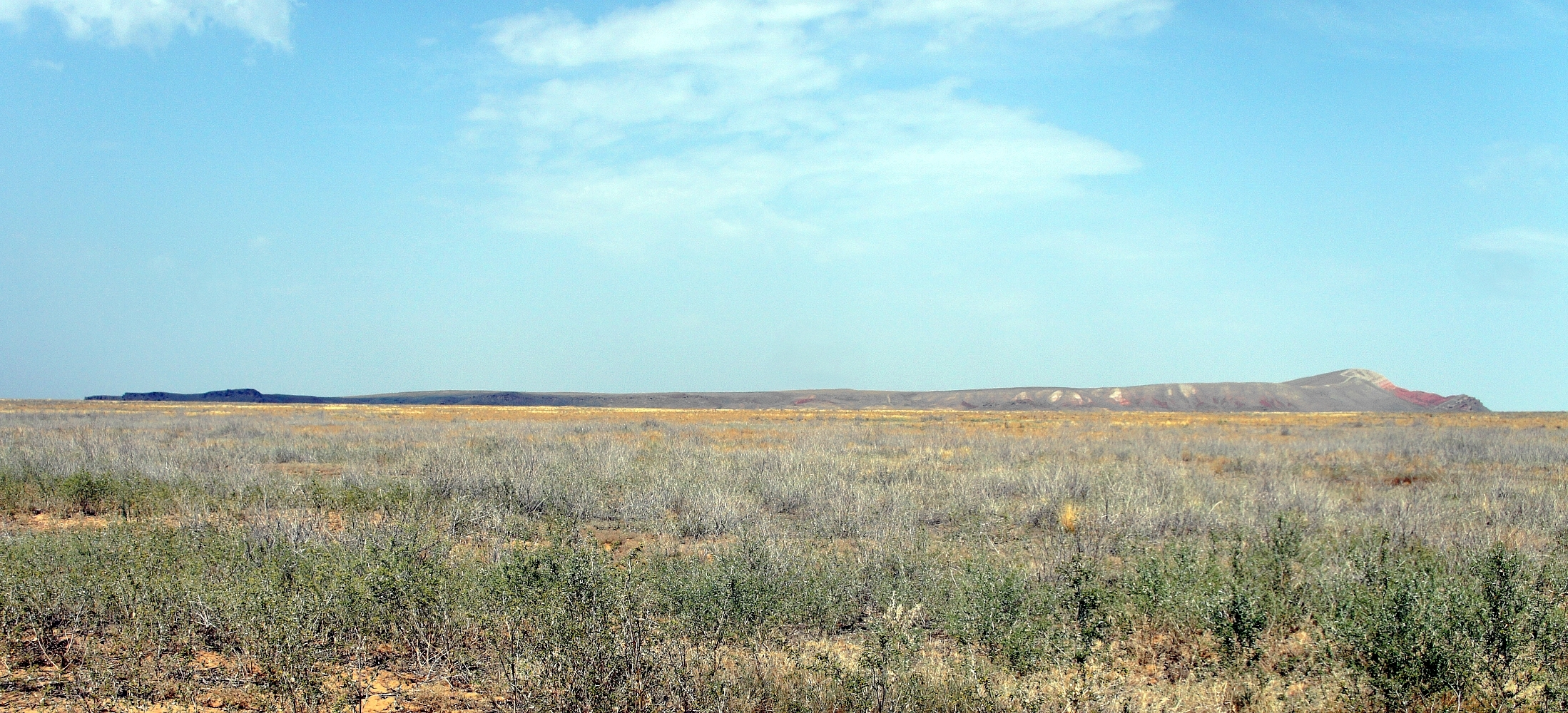
Большое Богдо. Типичный ландшафт полупустыни Северного Прикаспия.

Современная абсолютная отметка Каспийского моря располагается на уровне 27 м ниже уровня Мирового океана. К северу абсолютные отметки поверхности увеличиваются и в самой северной части области достигают плюс 15—20 м. Самой высокой точкой является гора Большое Богдо — 161,9 м, расположенная на северо-востоке области.
Область отнесена к четвёртому часовому поясу UTC+4, как и Самара, местное время в Астрахани опережает московское на 1 час.
Область относится к Поволжскому экономическому району, Южному федеральному округу. Географическое положение Астраханской области своеобразное. Она располагается на границе Европы и Азии, Волга даёт выход к 5 морям.
Астраханская область граничит:
- На севере — с Казахстаном (с Западно-Казахстанской областью)
- На северо-западе — с Волгоградской областью
- На востоке и северо-востоке — с Казахстаном (с Атырауской областью)
- На западе и юге — с Калмыкией

### Ландшафты
Ландшафтная структура области представлена 8 ландшафтами. В полупустынной зоне сформировались Волго-Сарпинский и Баскунчакский ландшафты. Пустынная зона представлена Волжско-Уральским, Волжско-Приергенинским, Западным и Восточным ильменно-бугровым ландшафтами. К внутризональным ландшафтам относится Волго-Ахтубинская пойма и дельта реки Волга. В каждом ландшафте выделяются несколько местностей с характерным для них набором урочищ.

### Почвенный покров
По данным почвенно-географическим районирования России территория Астраханской области отнесена к Прикаспийской провинции светло-каштановых и бурых полупустынных почв, солончаковых комплексов, песчаных массивов и пятен солончаков. Светло-каштановые почвы зонально представлены в северных районах, в более южных районах — бурые полупустынные, в Волго-Ахтубинской пойме, дельте и подстепных ильменях — пойменными. Интразональные — солонцы и солончаки — встречаются повсеместно среди всех типов почв. Зональные светло-каштановые и бурые почвы относятся к группе аридных гипсово-известковых почв. Они формируются под воздействием одного и того же процесса почвообразования, обусловившего возникновение сходных внешних признаков. Главными факторами почвообразования для светло-каштановых и бурых полупустынных почв являются засушливый климат (особенно высокие температуры вегетационного периода) и ксерофитный, разреженный характер растительности.

### Водные ресурсы
Поверхностные воды Астраханской области представлены рекой Волгой с многочисленными водотоками (около 900 единиц), пресными и солёными водоёмами (около 1000 единиц) и крупнейшим замкнутым водоёмом планеты — Каспийским морем. Подземные воды подразделяются на грунтовые и межпластовые.
Река Волга — самая длинная река в Европе — является национальной гордостью России. Долгий путь — 3530 км проходит Волга от истока до впадения в Каспийское море, принимая все новые и новые притоки. Площадь водосборного бассейна составляет 1360000 км². Волга вместе с Каспийским морем и другими реками, впадающими в него, относится к бессточному бассейну. В верховьях Волги, у г. Волгограда, построены судоходные каналы, определившие выход Волги в Мировой океан. У города Волжского Волгоградской области от неё отделяется к востоку крупный рукав — река Ахтуба, которая на всем протяжении течёт параллельно. К северу от г. Астрахани, там, где от Волги отделяется рукав Бузан, начинается дельта. Вниз по течению р. Бузан присоединяет к себе Ахтубу. Самыми крупными водотоками дельты с запада на восток являются рукава Бахтемир, Старая Волга, Кизань, Болда, Бузан и Кигач.
Озёра Астраханской области занимают особое место. По происхождению они делятся на тектонические, запрудные, смешанные. По химическому составу — на пресные и солёные. К тектоническому типу относится озеро Баскунчак. Озера-старицы и култуки относятся к запрудному типу. Озёра-ильмени преимущественно сконцентрированы к западу от дельты. Они имеют смешанное происхождение, так как в их образовании принимали участие ветер, морские и волжские воды.
Каспийское море — самое крупное озеро в мире, названное за большие размеры морем. Астраханскую область омывает северная часть акватории Каспийского моря. Рельеф дна Северного Каспия представляет собой мелководную, слабоволнистую аккумулятивную равнину, осложнённую дельтой, авандельтой и целым рядом островов. Низкие, пологие берега покрыты труднопроходимыми зарослями тростника высотой до 3 — 4 м.

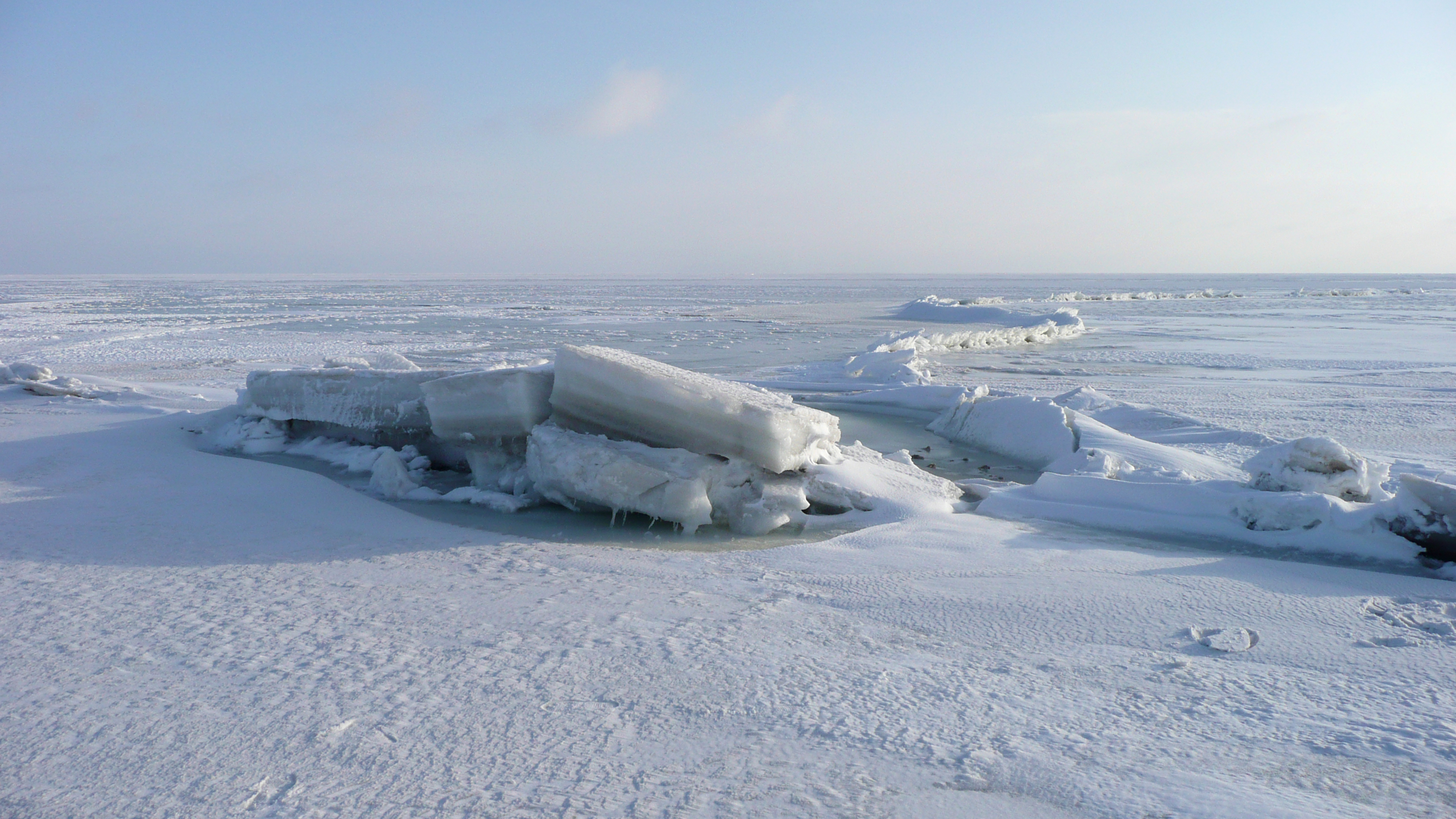
Северный Каспий зимой.
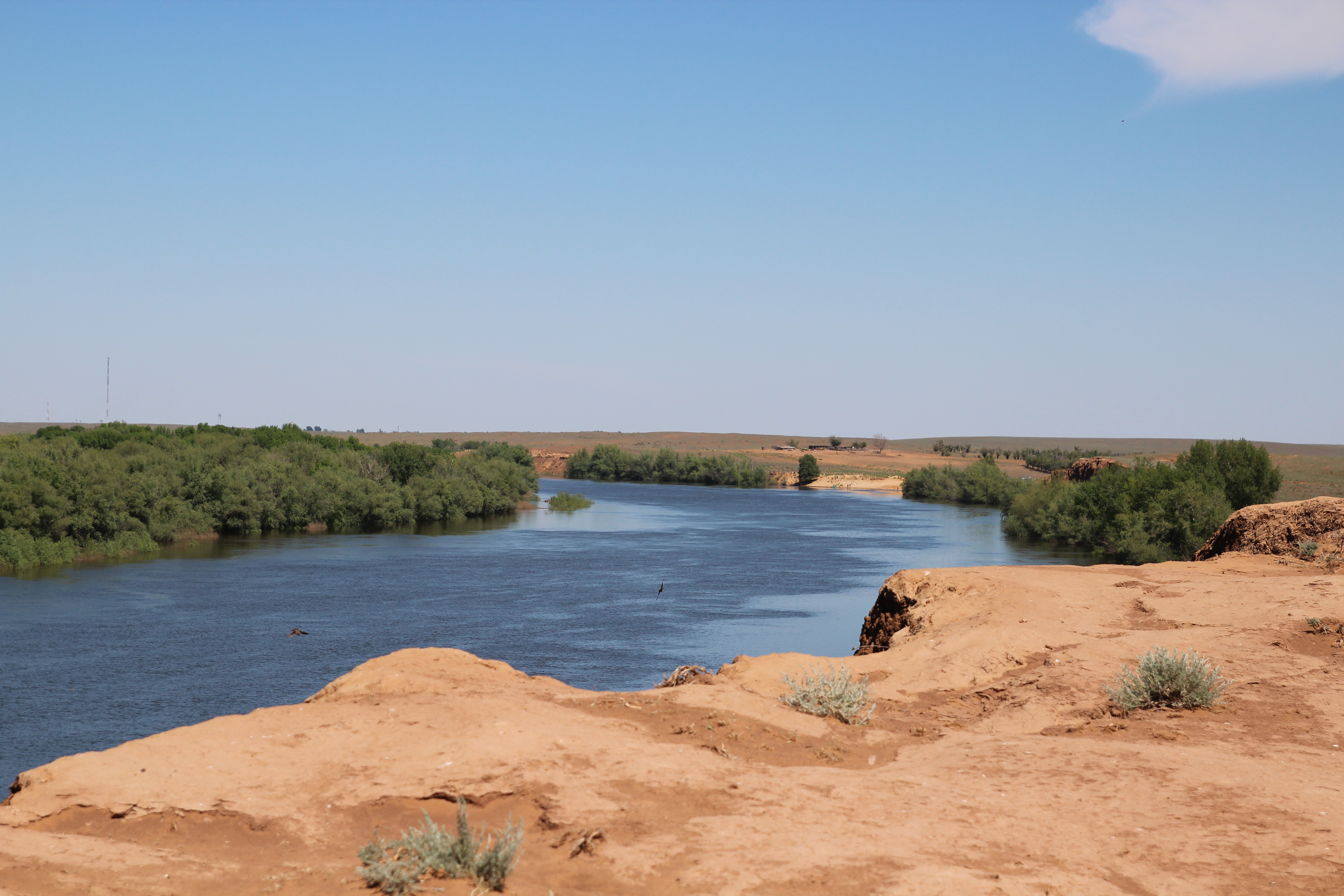
Река Ахтуба.
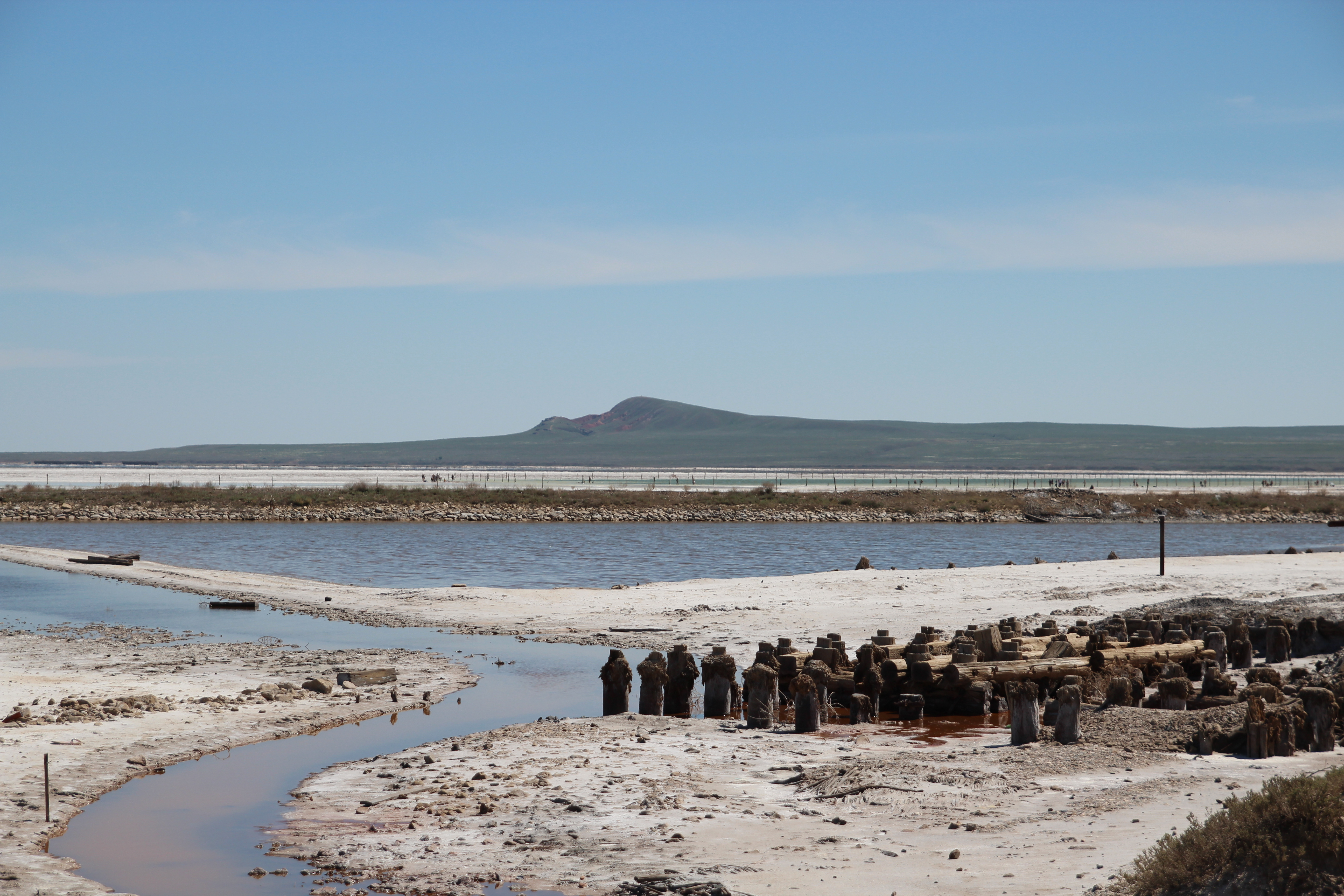
Озеро Баскунчак.

### Полезные ископаемые
Геологическое строение Астраханской области обусловило образование на её территории разнообразных полезных ископаемых, главным образом природный газ, соль и строительные материалы.
В 1836 году в Астрахани для получения воды был пробурен артезианский колодец, но оттуда пошла только горькая вода и горючий газ.
До 1930-х годов обоснованием нефтеносности области до глубины 300—350 м занимались отдельные исследователи[какие?]. В послевоенные годы начались геологоразведочные работы, которые привели к разработке в 1950-х годах газового Промысловского месторождения, что положило начало газификации Астрахани и ряда посёлков. В 1960-х годах разведано небольшое Бешкульское месторождение нефти. В начале 1970-х годов было открыто Бугринское месторождение газа.
В августе 1976 года было открыто Астраханское серогазоконденсатное месторождение. Оно расположено в 70 км к северо-востоку от Астрахани. Промышленные запасы углеводородного сырья только в левобережной части месторождения составляют 2588 млрд м³ и 412 млн т конденсата. В состав газа входят следующие компоненты: метановый газ — 54 %, сероводород — 22-24 %, углекислый газ — 19-22 %; в одном кубическом метре газа содержится в среднем 250 г конденсата. Одним из важнейших компонентов является сера.
В 1990—1991 годах были открыты нефтяное Верблюжье и газовое Северо-Шаджинское месторождения.
В 2000 году на территории Северного Каспия было открыто нефтегазоконденсатное месторождение им. Ю. Корчагина. Запасы по категориям 3Р составляют 500 млн барр. нефтяного эквивалента. В 2005 году на шельфе открыто нефтегазоконденсатное месторождение им. В. Филановского. Запасы нефти составляют 220 млн тонн, газа — 40 млрд м³ .
На территории области находится более 1000 соляных озёр. Озеро Баскунчак является одним из больших в мире месторождений поваренной соли. Она содержит 98 % галита.

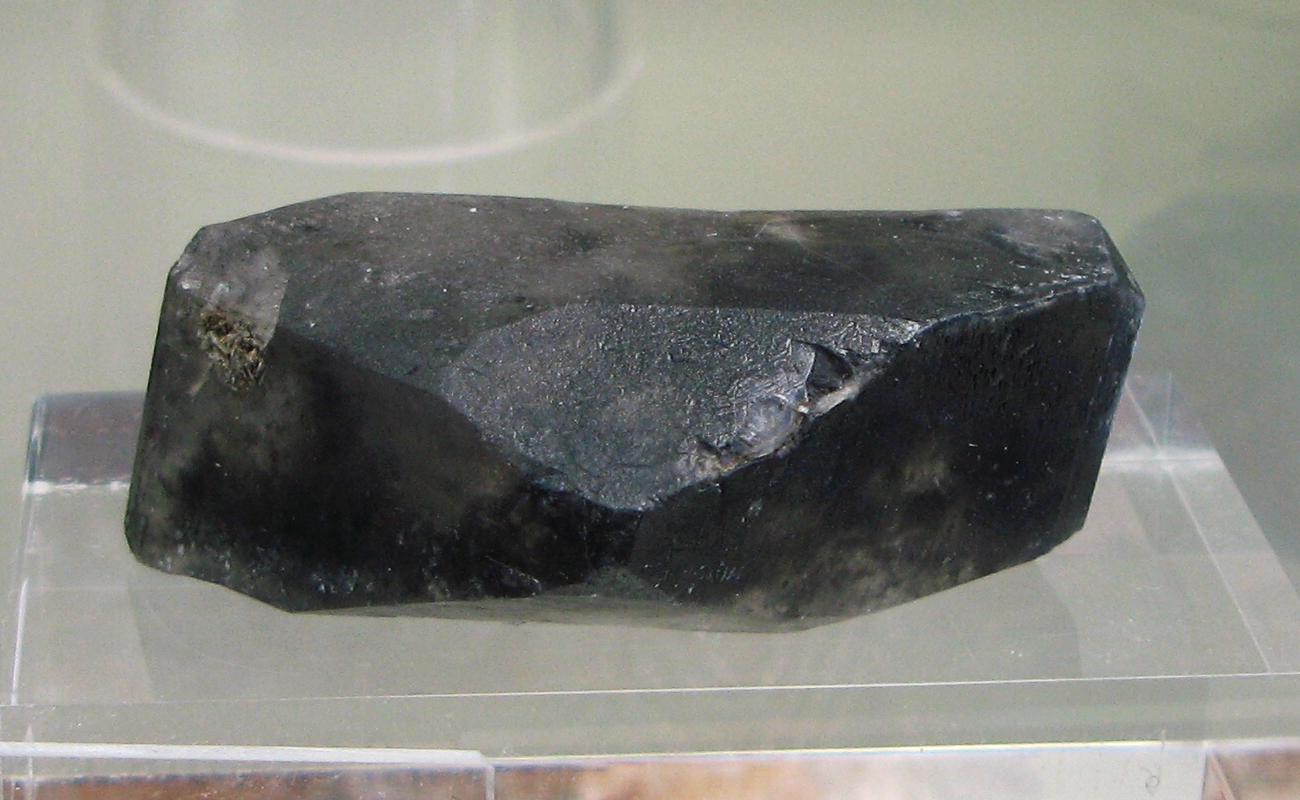
Астраханит.

Недалеко от села Кордуан, расположенного на левом берегу реки Кигач, находится Малое Кордуанское солёное озеро. Здесь впервые был обнаружен минерал, названный астраханитом.
Особая роль среди месторождений строительных материалов принадлежит крупнейшему в России Баскунчакскому месторождению гипса. Эксплуатация ведётся с 1933 года Баскунчакским гипсовым заводом, выпускающим гипсовый камень и сыромолотый гипс. Гипс добывают из карьера глубиной до 40 — 42 м. Сверху гипс перекрывается песчано-глинистыми отложениями средней мощности 56 м. Добыча гипса происходит с помощью взрывных работ.
В 5,5 км восточнее озера Баскунчак расположено Кубатауское месторождение известняков, которые рекомендуются как сырьё для производства строительной извести.
В последние годы широкое применение получил тремолит — лёгкий пористый заполнитель бетона, получаемый путём обжига опоковых пород. В нашей области разведано три месторождения опок: Каменноярское (Черноярский район), Ак-Джарское и Баскунчакское (Ахтубинский район).
Область располагает большими запасами минеральных вод и лечебных грязей, которые ждут своего детального изучения и освоения.

### Особо охраняемые территории Астраханской области

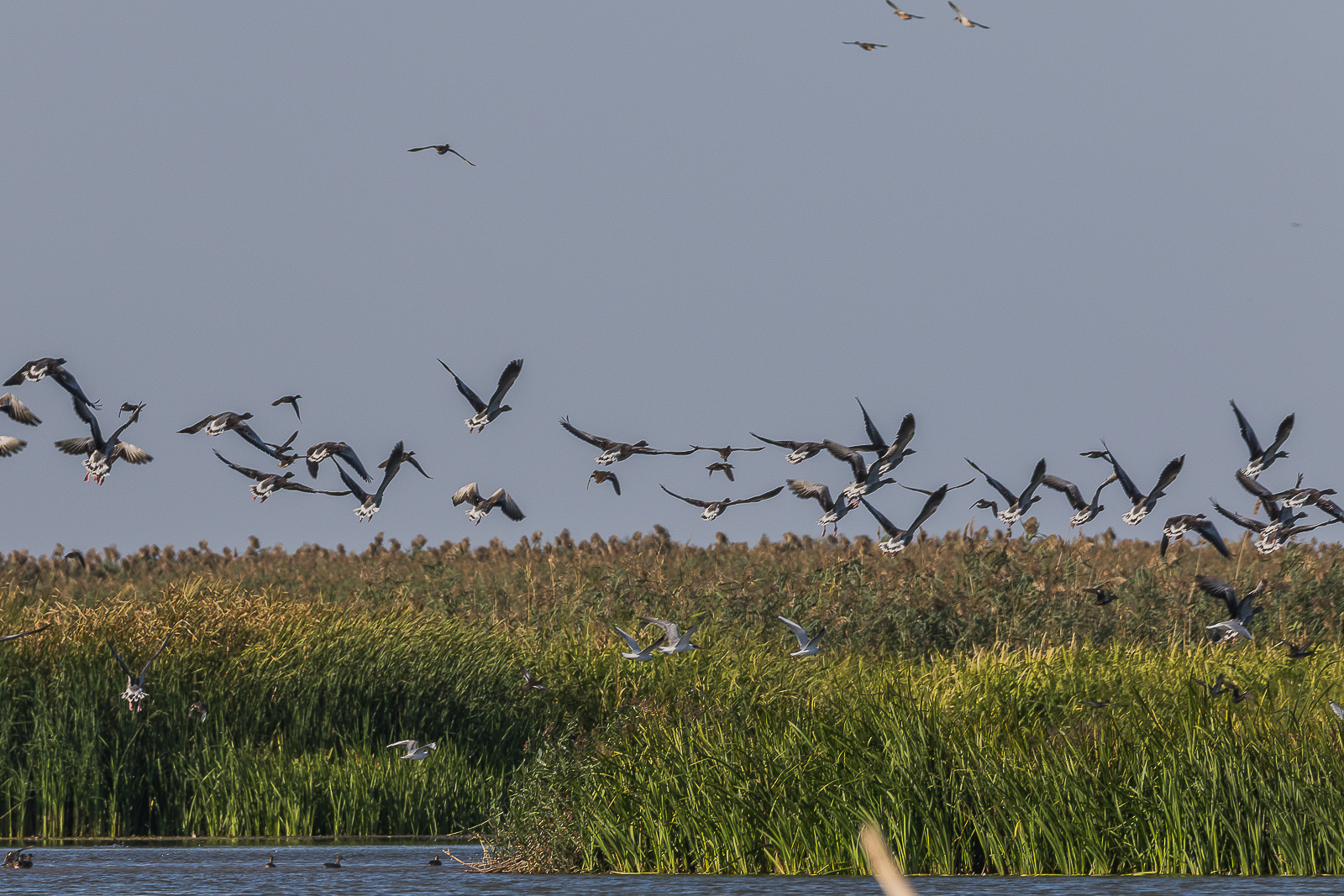
Дельта Волги. Астраханский биосферный заповедник.

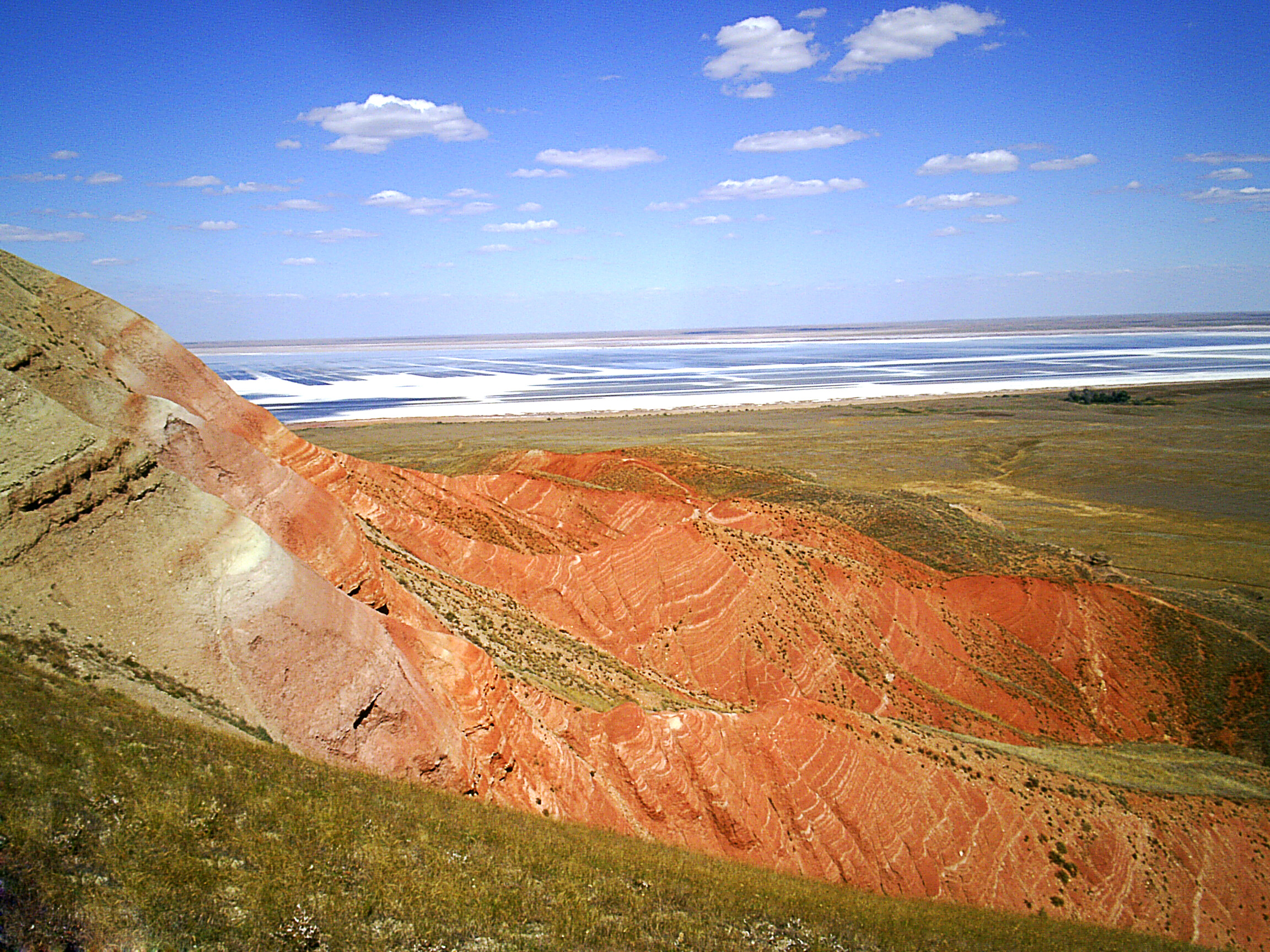
Вид с горы Большое Богдо на озеро Баскунчак. Богдинско-Баскунчакский заповедник.

Современная сеть охраняемых территорий в области, включающая государственные заказники, охотничьи хозяйства и государственные памятники природы, складывалась в 70-е-80-е годы XX века. На территории Астраханской области функционируют два государственных природных заповедника федерального значения (Астраханский биосферный заповедник и Богдинско-Баскунчакский заповедник). На территории Астраханской области расположено 49 ООПТ регионального значения. Общая площадь ООПТ Астраханской области составляет 428,694208 тыс. га.
По категориям они распределяются следующим образом:
- 2 природных парка: «Волго-Ахтубинское междуречье», «Баскунчак»;
- 4 государственных природных заказников: «Богдинско-Баскунчакский», «Вязовская дубрава», «Ильменно-Бугровой», «Степной» и «Пески Берли»;
- 8 государственных биологических заказников: «Теплушки», «Икрянинский», «Мининский», «Крестовый», «Жиротопка», «Буховский», «Кабаний», «Енотаевский»;
- 35 памятников природы регионального значения[17].

Государственные природные и биологические заказники Астраханской области
| Наименование заказника  | Год организации | Площадь, тыс. га | Профиль       |
| ----------------------- | --------------- | ---------------- | ------------- |
| Крестовый               | 1986            | 7,2              | биологический |
| Буховский               | 1989            | 9,0              | биологический |
| Богдинско-Баскунчакский | 1993            | 35,2             | ландшафтный   |
| Ильменно-Бугровой       | 1995            | 6,9              | ландшафтный   |
| Пески Берли             | 1998            | 3,1              | ландшафтный   |
| Степной                 | 2000            | 87               | ландшафтный   |
| Теплушки                | 2000            | 4,7              | биологический |
| Кабаний                 | 2001            | 2,1              | биологический |
| Енотаевский             | 2001            | 3,8              | биологический |
| Жиротопка               | 2007            | 6,3              | биологический |
| Икрянинский             | 2007            | 2,9              | биологический |
| Мининский               | 2007            | 0,2              | биологический |
| Вязовская дубрава       | 2013            | 4,3              | ландшафтный   |

ООПТ Астраханской области созданы с целью снижения, а в отдельных случаях и исключения, антропогенной нагрузки на природные компоненты, комплексы, развитие экологического туризма и грамотного использования, сохранения и восстановления природных ресурсов. На этих территориях обеспечивается поддержание стабильности природной среды с помощью установления особых режимов природопользования и охраны территории.

### Животный мир
Современная фауна Астраханской области насчитывает свыше 9 000 видов. Здесь обитают водные и наземные животные — обитатели степных, пустынных, полупустынных ландшафтов. В водоёмах дельты их насчитывается около 150 видов простейших. Также обитает бадяга, относящееся к классу губок. В бассейне Каспийского моря обитают 5 видов кишечнополостных: гидра, американская блакфордия, черноморская меризия, балитийская бутенвиллия, полиподиум, и ещё одна разновидность гидры: краспедакуста. Земляных, или дождевых червей, в почвах области встречается около 10 видов. В дельте также обитает около 80 видов моллюсков, 260 видов ракообразных, 140 видов бабочек и обитает 6 видов ядовитых пауков. Из хордовых животных отмечено около 450 видов позвоночных животных: 1 вид круглоротых, 64 вида рыб, 4 вида земноводных, 18 видов пресмыкающихся, около 300 видов птиц и 60 видов млекопитающих. Типичным представителем современных бесчелюстных является каспийская минога. Если рассматривать рыб, обитающих не только в Волге, но и в Каспийском море, то всего их насчитывается 76 видов и 47 подвидов. Среди них шесть видов рыб семейства Осетровых — русский и персидский осётры, белуга, севрюга, шип и стерлядь, представители семейства Сельдевых — черноспинка и т. д., семейства Лососевых — белорыбица, каспийская кумжа, семейства Окуневых — судак, берш, окунь обыкновенный и др., семейства Карповых — вобла, лещ, сазан, краснопёрка и др. Видовой состав рыб в промысловых уловах представлен примерно двадцатью видами: лещ, синец, густера, чехонь, берш, судак, окунь, щука, сом, краснопёрка, вобла, сазан, серушка, линь, жерех, язь, обыкновенный подуст, белый амур, толстолобик, белоглазка. К мелким, с непродолжительным жизненным циклом рыбам низовьев дельты и авандельты относятся уклея, пескарь, малая южная колюшка, вьюн, щиповка, каспийская игла-рыба, каспийская атерина, ёрш, бычок-цуцик, каспийский бычок-песочник, каспийский бычок-кругляк, бычок-головач, бычок-бубырь, зернистая и звёздчатая пуголовки. В Астраханской области обитают представители отряда бесхвостых земноводных — озёрная лягушка, зелёная жаба и обыкновенная чесночница. Из отряда черепах в области встречается только один вид — болотная черепаха. Группа змей насчитывает 10 видов.
В пределах Астраханской области можно встретить около 260 видов птиц: желтоголовый королёк, домовый воробей, полевой воробей, синица большая, лазоревка, ремез, дрозд, рябинник чёрный, рябинник певчий, ласточка береговая, ласточка деревенская, широкохвостка, зяблик, серый сорокопут, чернолобный сорокопут, дубонос, полевой жаворонок, серая ворона, грач, галка, сорока, серая цапля, большая белая цапля, египетская цапля, колпица, каравайка, большая и малая выпь, кваква, дроздовидная камышовка, серый гусь, лебеди шипун и кликун, кряква, серая утка, огарь, чирок-трескунок, серебристая и озёрная чайки, крачки, баклан, розовый пеликан, кудрявый пеликан, серая неясыть, болотная сова, домовый сыч, филин, сплюшка и ушастая сова,орлан-белохвост, степной орёл, ястреб-тетеревятник, камышовый лунь, степной лунь, полевой и болотный лунь, чёрный коршун, зимняк, балобан, чеглок, кобчик, обыкновенная пустельга, скопа и т. д. Из отряда грызунов встречаются суслик малый и суслик жёлтый, полуденная песчанка, мохноногий тушканчик, полевая и домовая мыши, мышь-малютка, серая крыса (пасюк), обыкновенная и водяная полёвки, ондатра и некоторые другие виды. Из отряда хищных в области обитают волк, лисица обыкновенная, лисица-корсак, енотовидная собака, степной хорёк, перевязка, горностай, ласка, барсук, выдра, каспийская нерпа и другие. В последние годы в низовьях Волги стал встречаться ещё один вид хищных — американская норка. Отряд (кито-)парнокопытных представлен на территории области кабаном, сайгаком, косулей. Также обитают выхухоль, ушастый ёж, малая и белобрюхая белозубки, которые относятся к отряду насекомоядных.

### Растительный мир
Астраханская область во флористическом отношении входит в Афро-Азиатскую пустынную область и в Прикаспийский округ Арало-Каспийской (Туранской) провинции Ирано-Туранской области Голарктики. Для округа характерны прикаспийско-туранские циркумкаспийские виды и эндемики Северного Прикаспия. Видовой состав флоры области не богат. Современная растительность Прикаспия сложилась примерно в последние 15 −16 тысяч лет. За это время здесь в жёстких стрессовых условиях существования (недостаток увлажнения, засоление почвы) смогли закрепиться лишь 756—850 видов высших растений из 240 тысяч видов мировой флоры. Но сочетание этих видов, взаимопроникновение северных бореальных и пустынных ирано-туранских создают уникальные растительные сообщества. В пределах России не встретишь другого такого места, где при перепаде высот относительно межени 1,5 — 2,0 м представлены ассоциации от прибрежно-водных до растений пустынь. На территории Волго-Ахтубинской поймы и дельты р. Волги в результате исследований, проводимых лабораторией геоботаники АГУ, выявлено около 500 видов растений, относящихся к 82-м семействам. Десять наиболее богатых видами семейств включают в себя 262 вида, или более 50 % от общего числа видов. Вниз по течению представленность семейств меняется. В европейской части России пустынная растительность как зональный тип отмечена только на юго-востоке в пределах Прикаспийской низменности. В пустынных местообитаниях ведущее место принадлежит сложноцветным, злаковым и маревым, что указывает на связь и взаимопроникновение видов пустынных и поёмных местообитаний.
- Северотуранские (прикаспийские) пустыни — это царство полукустарниковых (хамефитов) полыней, среди которых доминируют полынь белая, полынь бедноцветковая или чёрная, полынь песчаная. Всего род полыней представлен 10 видами. Растения пустыни в результате эволюции выработали ряд морфологических и анатомических особенностей, позволяющих им переносить недостаток влаги и засоление почвы.
- В пойме и дельте повсюду преобладают луга, которые можно подразделить на луга высокого, среднего и низкого уровней, с разной степенью увлажнения в течение вегетационного сезона. На лугах высокого уровня распространены растения ксерофитной ориентации — вейник наземный, щавель кислый, синеговник, полынь понтическая, подмаренник русский, лядвенец рогатый и др. виды. Луга среднего уровня заняты мезофитными растениями — кострец безостый, мятлик узколистный, подмаренник мареновидный (в пойме) и клубнекамыш морской, алтей лекарственный и др. видами (в дельте). Благодаря широко развитой гидрографической сети (реки, протоки, ерики, ильмени) в пойме и особенно в дельте р. Волги широко представлена флора погружённых и полупогружённых видов. В подводной части дельты можно встретить валлиснерию спиральную, роголистники, уруть, рдесты, подводную форму сусака зонтичного. Эти своеобразные «подводные луга» — прекрасное место для роста и развития многих полупроходных рыб. В устьевых участках рек и в Северном Каспии обитают зелёные водоросли. Они могут быть как планктонными, так и бентосными.
- Резкая смена увлажнения в пойме и дельте препятствует распространению лесов. Они могут существовать только узкими полосами (ленточные или галерейные леса) вдоль русел рек и протоков- основные пространства заняты лугами. Лишь в самом северном отрезке Волго-Ахтубинской поймы сохранились небольшие дубравы из дуба черешчатого. Здесь же типичны тополь чёрный, ясень, вяз и ивы, тяготеющие к берегам рек и протоков. Вниз по течению видовой состав древесных пород становится беднее, леса только ленточные, с доминированием ива трёхтычинковая и ивы белой[22].

На территории Астраханской области отмечено 20 видов растений, занесённых в Красную книгу России.

### Климат
Климат Астраханской области континентальный, сухой. Зима малоснежная, на большей части области заметно сильное смягчающее влияние Каспийского моря, с частыми оттепелями и неустойчивым снежным покровом, однако в отдельные дни бывают достаточно интенсивные морозы при вторжении холодных воздушных масс из Казахстана или с Урала. Лето жаркое. Климат характеризуется также большими годовыми и суточными амплитудами температуры воздуха, малым количеством осадков и большой испаряемостью влаги.
Средняя годовая температура воздуха изменяется с юга на север от +10 °C до +8 °C. Самый холодный месяц — январь, средняя температура составляет −10… −20 °C. Самая высокая средняя температура +35…+45 °C отмечается в июле.
Годовая сумма осадков от 180—200 мм на юге до 280—290 мм на севере области. Наибольшее количество осадков выпадает в период с апреля по июль. Летом ливневые дожди сопровождаются грозами, иногда с градом.

## История
Степи Нижнего Поволжья и Северного Прикаспия с древнейших времён служили воротами для кочевников, прорывающихся с Востока в Европу. Великолепные пастбищные угодья, обилие воды малоснежные зимы всегда привлекали сюда кочевников-скотоводов, которые обосновывались в этих местах и при определённых исторических условиях начинали вести здесь комплексное скотоводческо-земледельческое хозяйство.

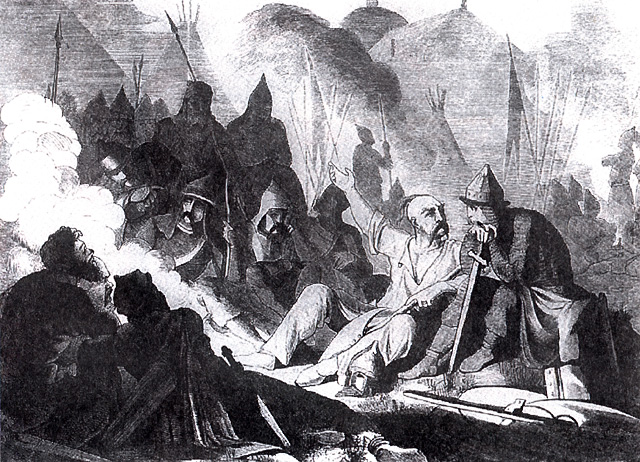
Князь Святослав — покоритель Хазарского Каганата.

В VIII—X веках территории Волжского Понизо́вья входили в состав Хазарского каганата. Центр государства первоначально находился в приморской части современного Дагестана, позже переместился в низовья Волги. Часть правящей элиты приняла иудаизм. В политической зависимости от хазар находился ряд восточнославянских племенных союзов. Существуют предположения, что на территории современной Астраханской области была расположена столица Хазарского каганата Итиль, разрушенная князем Святославом в 965 году. Позже здесь расселились половцы.

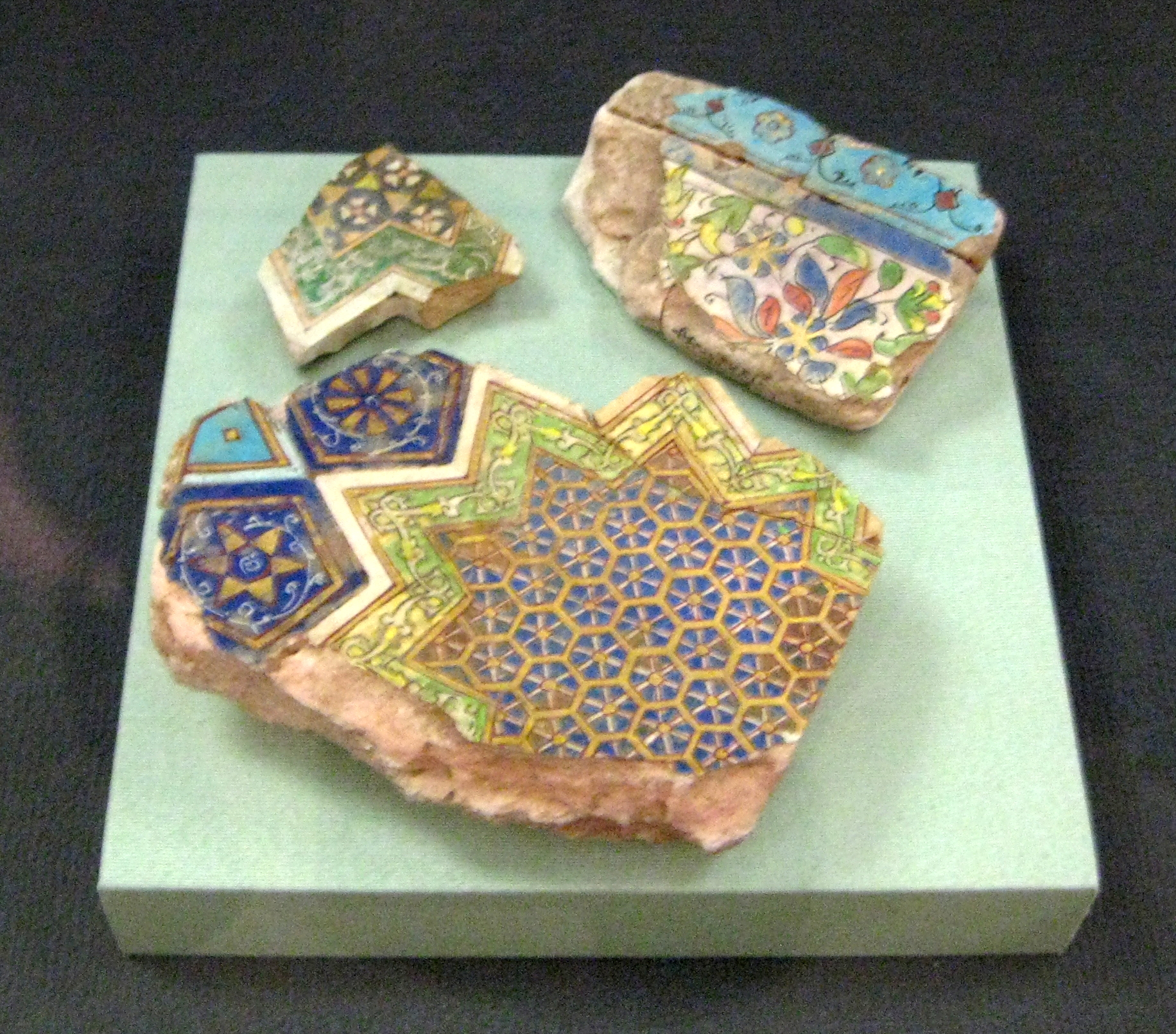
Фрагменты изразцового декора дворца чингизида. Золотая Орда, г. Сарай-Бату. Селитренное городище.

После европейского похода Батыя 1236—1242 годов половцы прекратили существование как самостоятельная политическая единица, но составили основной массив тюркского населения Золотой Орды. Собственно монголов в войсках Джучидов было всего 4 тыс. чел. согласно завещанию Чингисхана. Именно половцы внесли значительный вклад в формирование таких этносов, как татары, киргизы, гагаузы, узбеки, казахи, каракалпаки, крымские татары, ногайцы, кумыки, башкиры, карачаевцы, балкарцы.
Во времена правления хана Узбека (1313—1341) и его сына Джанибека (1342—1357) Золотая Орда достигла своего расцвета. В начале 1320-х годов Узбек-хан провозгласил ислам государственной религией, пригрозив «неверным» физической расправой. Мятежи эмиров, не желавших принимать ислам, были жестоко подавлены. Время его ханствования отличалось строгой расправой. Русские князья, зависимые от ханов, перед отъездом в столицу Золотой Орды писали духовные завещания и отеческие наставления детям на случай своей гибели там. С шестидесятых годов XIV века, со времён Великой Замятни, произошли важные политические перемены в жизни Золотой Орды. Начался постепенный распад государств. После смерти хана Кичи-Мухаммеда Золотая Орда прекратила существовать как единое государство.
Астраханское ханство образовалось в 1459/60 году, когда его возглавил бывший хан Большой Орды (так стала именоваться центральная часть Золотой Орды со столицей в Новом Сарае) Махмуд, а с 1461 года его сын Касим. Выгодное местоположение и отсутствие конкуренции способствовало восстановлению торговых связей Астрахани с Хорезмом, Бухарой, Казанью.В годы правления Касима между Астраханью и Московским княжеством установились торговые отношения. В частности, при Иване III из Москвы по рекам Москве, Оке и Волге ежегодно отправлялись в Астрахань корабли за солью.После завоевания Казанского ханства и штурма его столицы, царь Иван Грозный решил подчинить своему влиянию южного соседа.Там воцарился противник Ямгурчея и союзник московского царя — хан Дервиш-Али, обещавший поддержку Москве. Однако в 1556 году этот хан перешёл на сторону давних врагов Москвы — Крымского ханства и Османской империи, спровоцировав этим новый поход русских на Астрахань. Его возглавил воевода Н.Черемисинов. Сначала донские казаки отряда атамана Л.Филимонова нанесли поражение ханскому войску под Астраханью, после чего 2 июля Астрахань была вновь взята без боя. В результате этого похода Астраханское ханство было полностью подчинено Московскому царству.
После распада Золотой Орды основным населением Астраханского ханства были ногаи.

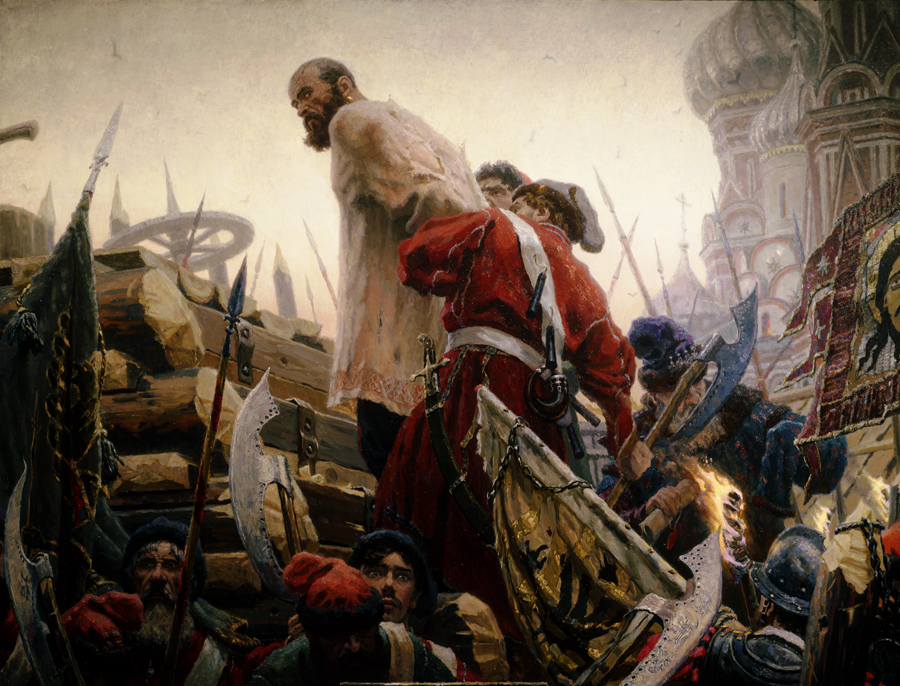
Степан Разин во время Крестьянской войны сделал Астрахань своей столицей.

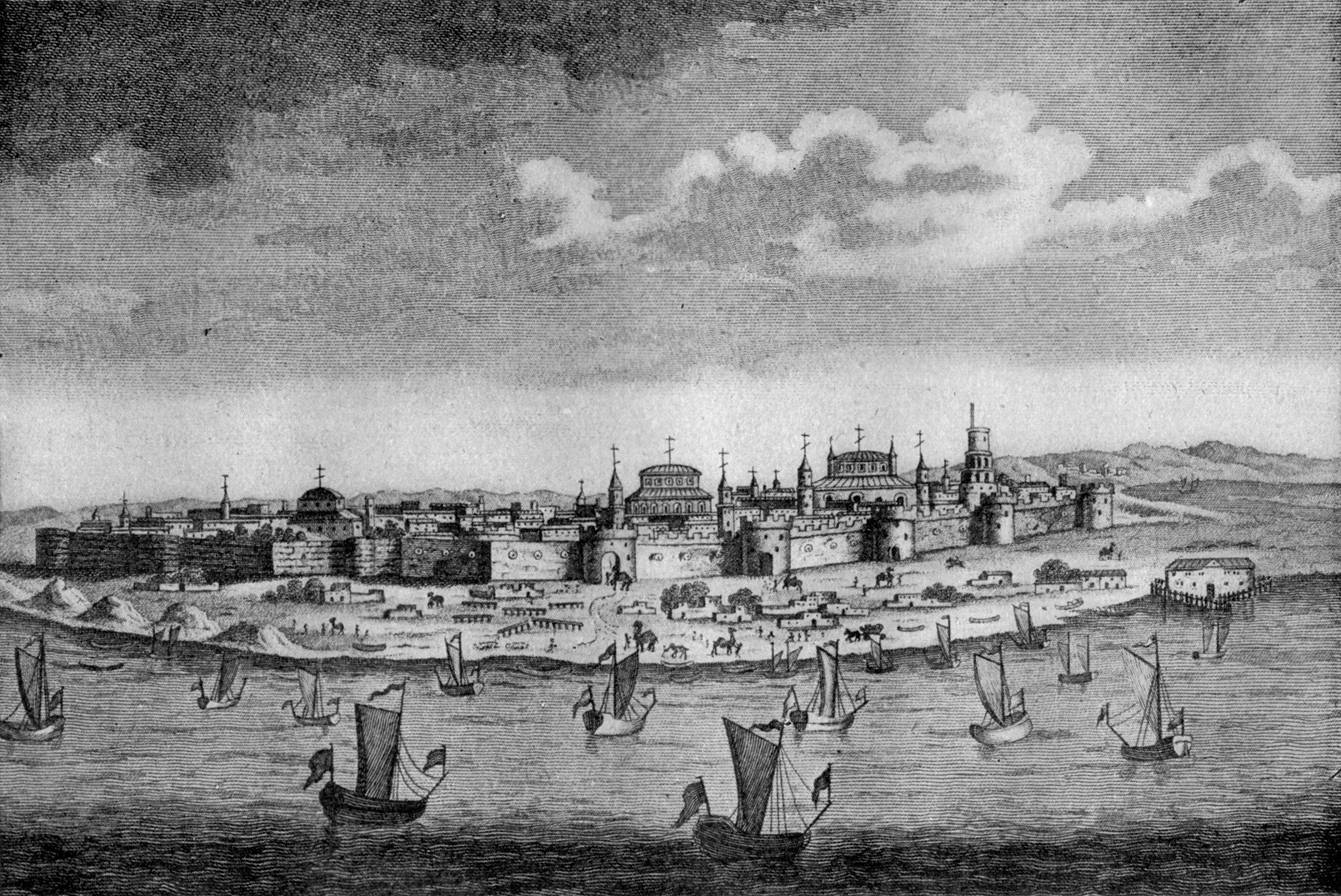
Астраханский кремль. Гравюра 1682 года.

В 1558 году Астраханское ханство было присоединено к Русскому государству. Указание «царь Астраханский» было включено в официальную титулатуру российского самодержца. Перенесённый на новое место в 1558 г. вокруг крепости, г. Астрахань стал надёжным военно-политическим форпостом на юге России, перевалочной базой её продвижения на Кавказ и в азиатский Прикаспий, центром активных торговых и межгосударственных связей. Так образовалось астраханское воеводство. В 1569 году турки безуспешно осаждали Астраханскую крепость. В 1597 году в Астрахани было завершено начатое в 1578 году строительство Спасо-Преображенского мужского монастыря.
В XVII веке в Астраханском крае шло развитие торговли, рыбного и соляного промыслов. В середине века на территории Астраханского края походило восстание Степана Разина.
В 1715 году Астрахань была чуть не взята ногаями во время похода кубанских ногайцев на калмыков.
В 1705—1706 годах местные жители взбунтовались против политики Петра I. Учитывая особую и возрастающую роль Астрахани как важнейшего города России в торговом и политическом отношениях, Пётр I 22 ноября 1717 года подписал указ об основании Астраханской губернии и присоединении к ней ряда городов: Симбирск, Самара, Сызранск, Кашкар, Саратов, Петровский, Дмитровский, Царицын, Чёрный Яр, Красный Яр, Гурьев и Терек. Астраханской губернии было определено сыграть важную роль во взаимоотношениях России с Востоком. В Каспийском море и Волге Пётр I видел главную магистраль, связующую всю торговлю России и Европы с Индией, Ираном и Средней Азией. Правительство было заинтересовано в направлении потока восточных товаров по Каспийско-Волжскому пути.
В 1722 году около устья реки Кутум была построена верфь, получившая название Астраханского адмиралтейства. В 1730—1740 годах в Астраханской губернии начинается обработка шёлка и хлопка.
Административный термин «Астраханская область» впервые возник в 1785 году, когда она (5 мая по старому стилю) была выделена наряду с Кавказской областью в составе Кавказского наместничества. Однако более длительный период просуществовала Астраханская губерния — с 1717 по 1785 годы и затем с 1802 по 1928 годы. Указом от 15 ноября 1802 года Астраханская губерния была разделена на Астраханскую и Кавказскую. Тем не менее, отделение Астраханской губернии от Кавказа завершилось лишь 6 января 1832 года, когда был подписан соответствующий указ.
Вплоть до революционных событий 1918—1920 годов она включала также в свой состав Калмыцкую степь и Киргиз-кайсацкую (то есть казахскую) внутреннюю Букеевскую орду, что в дальнейшем обусловило известные трудности в территориальном размежевании и проведении новых границ, так и не прошедших полную государственную кодификацию.

Герб царства Астраханского
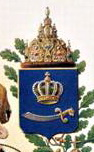
Средний герб Российской империи — Астрахань

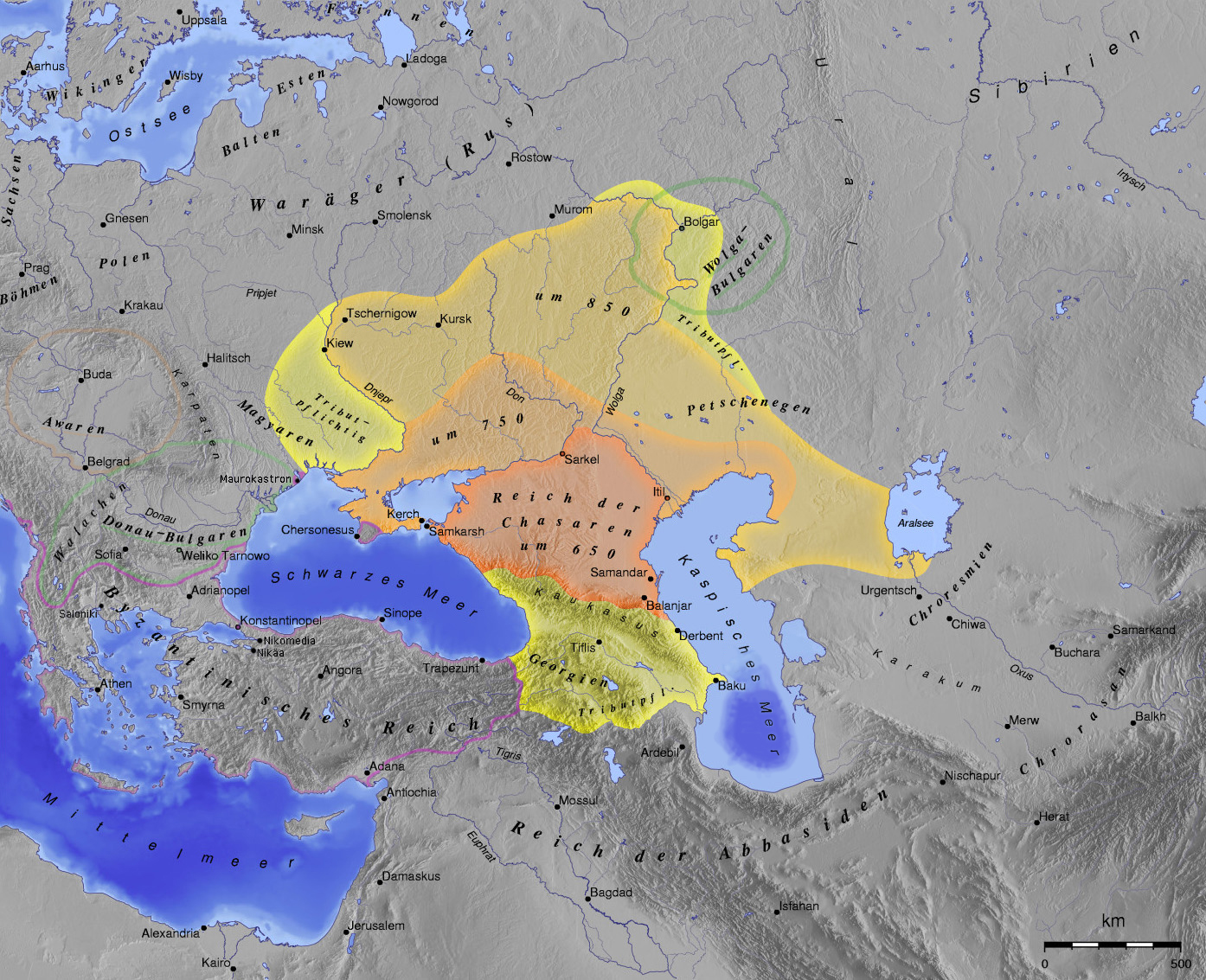
Хазарский каганат
Золотая Орда
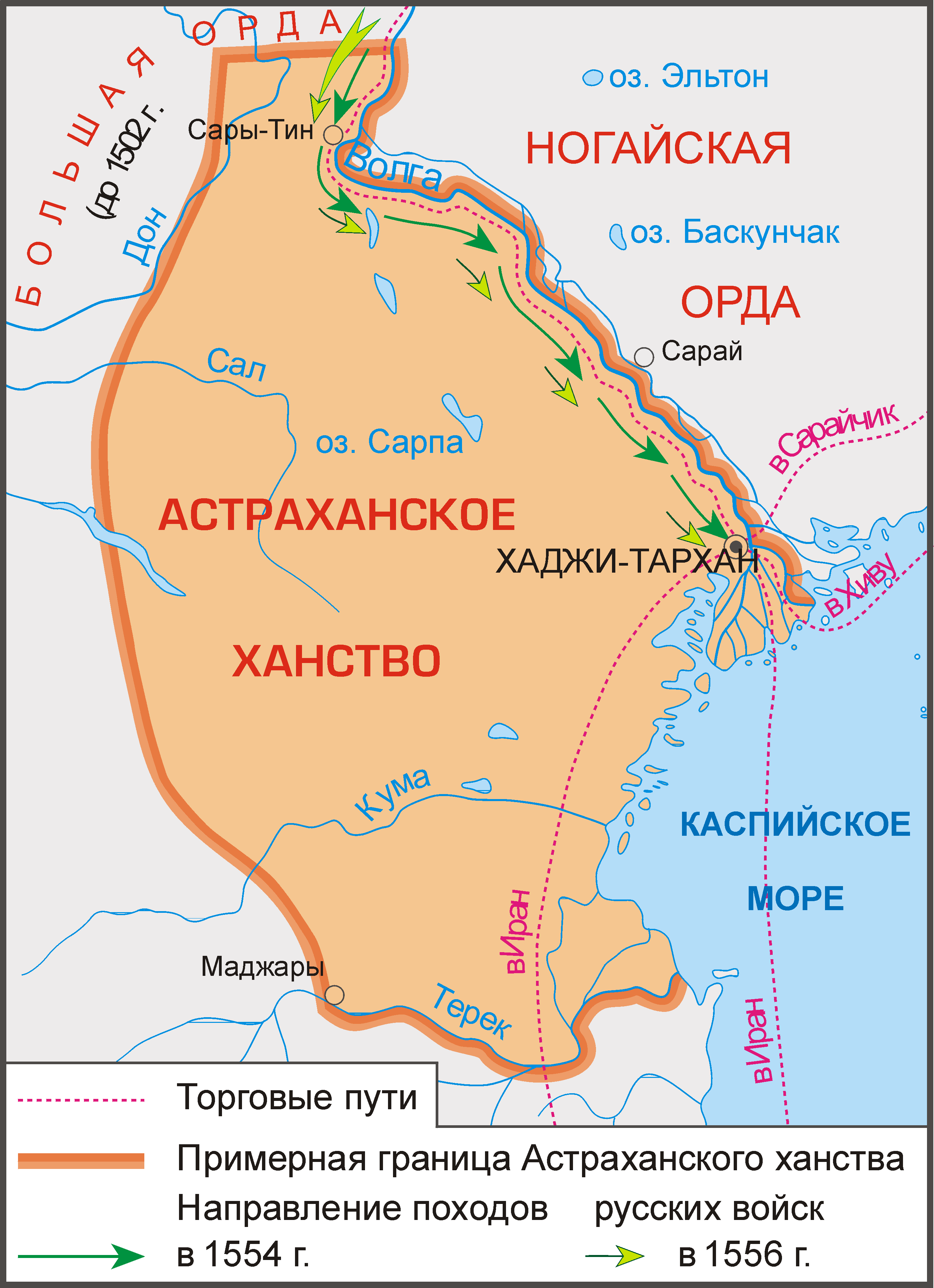
Астраханское ханство
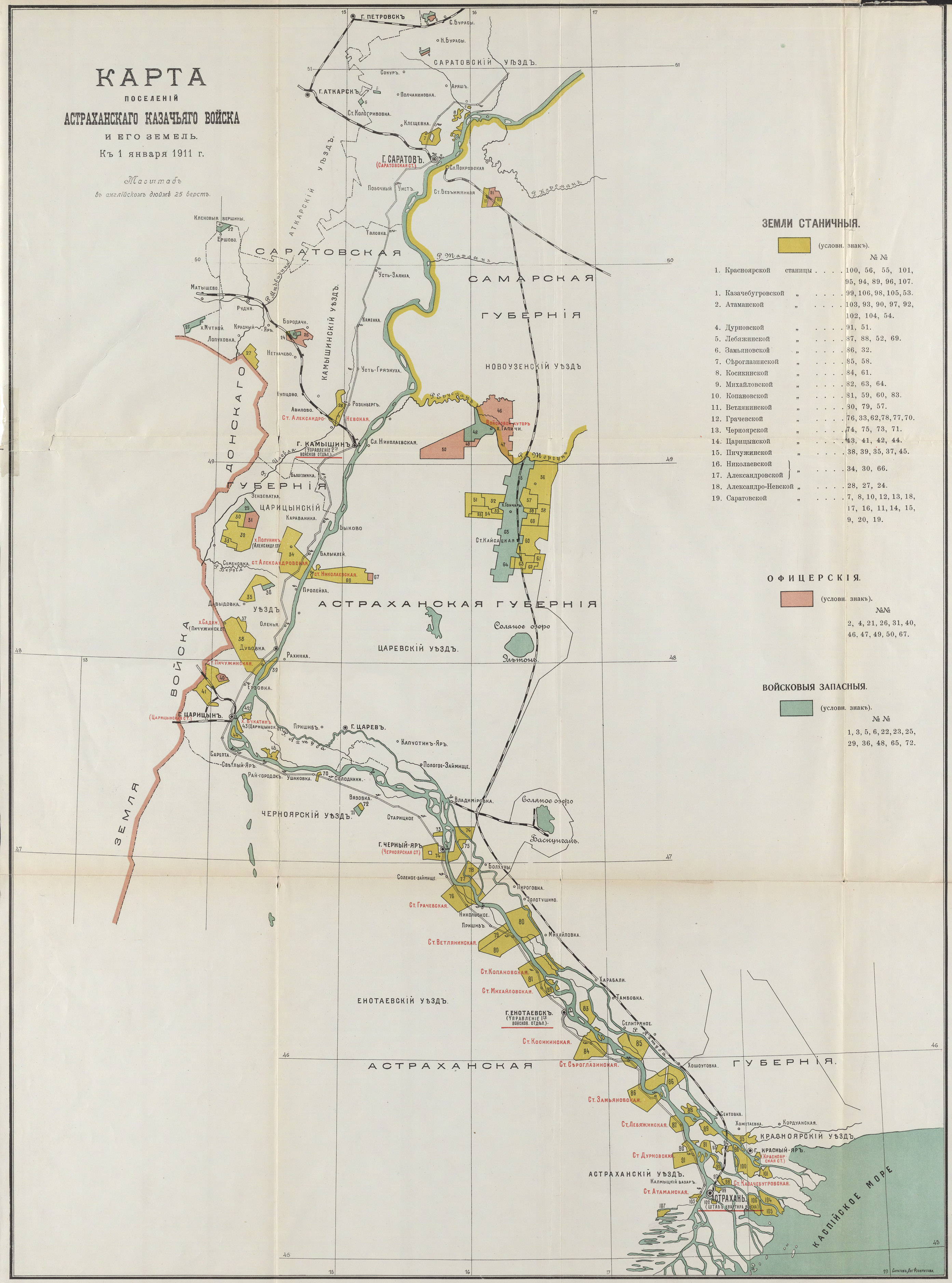
Астраханское казачье войско
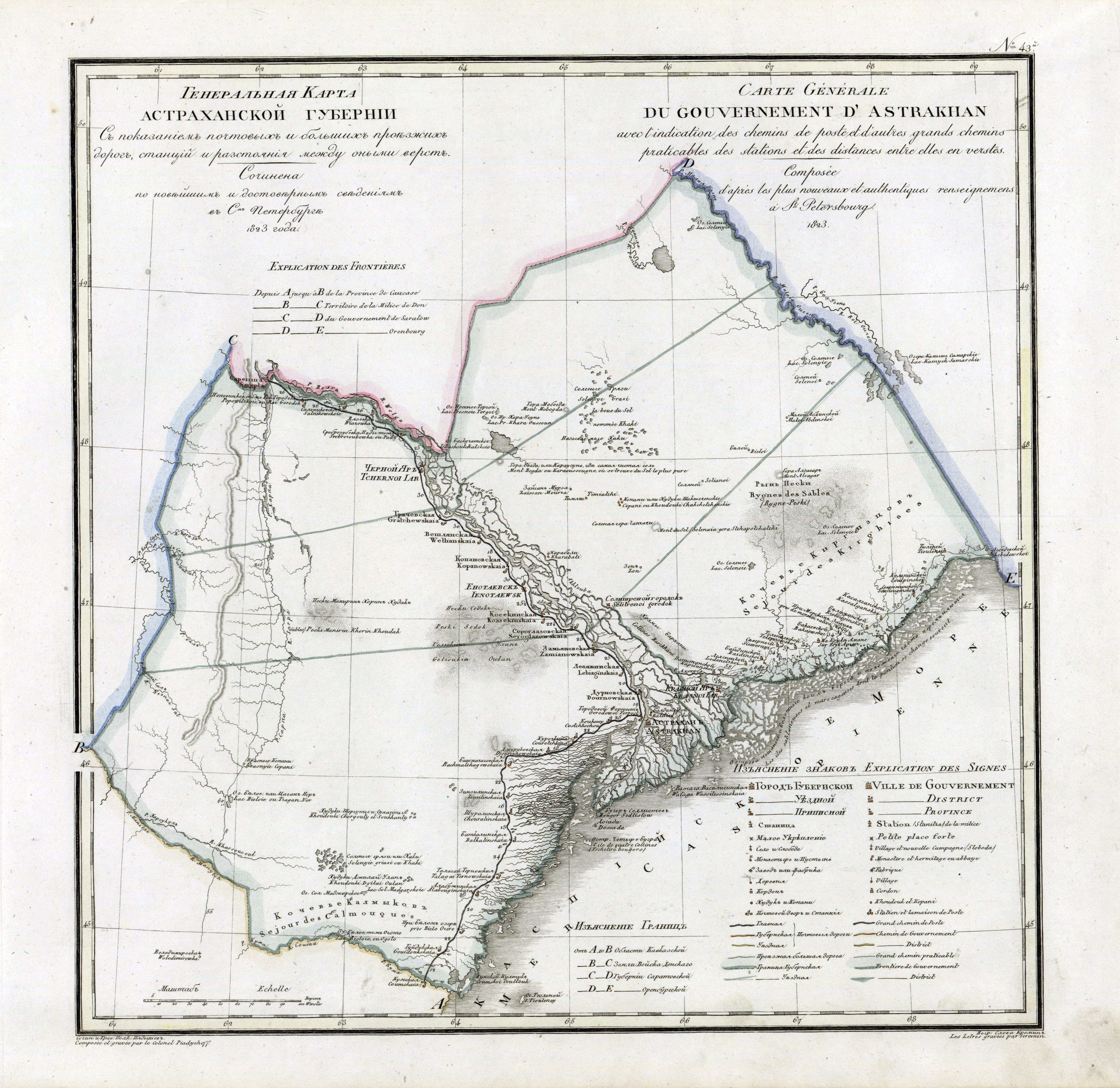
Астраханская губерния
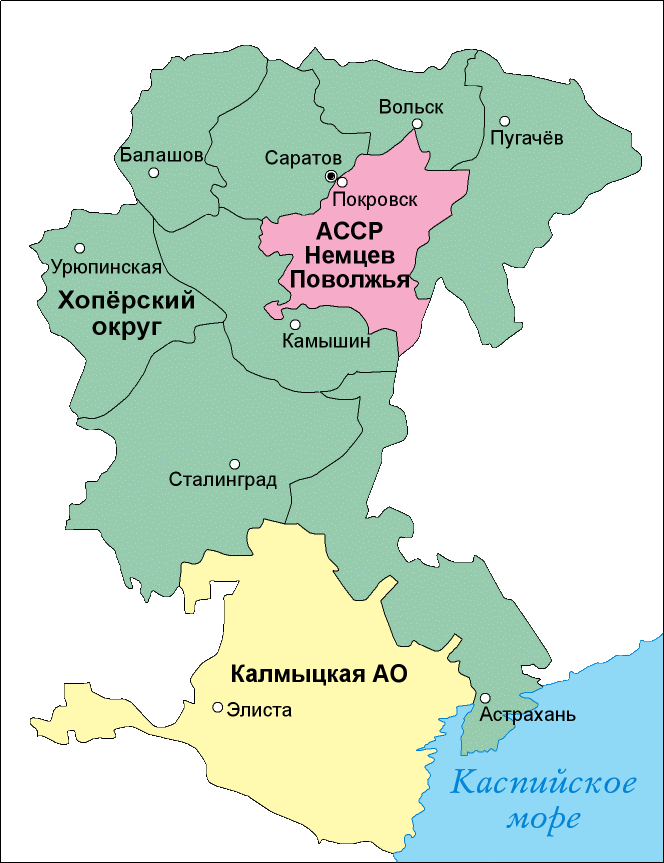
Нижне-Волжский край
Изменения границ в XX веке

В советское время территория современной Астраханской области включалась в Астраханскую губернию, Нижне-Волжскую область, Нижне-Волжский край, Сталинградский край и Сталинградскую область вплоть до 27 декабря 1943 года, когда Указом Президиума Верховного Совета СССР была создана Астраханская область (в её состав вошли часть районов упразднённой Калмыцкой АССР и Астраханский округ Сталинградской области).
В конце 2010 года ряд экспертов заявили о реальной возможности слияния Волгоградской и Астраханской областей в единый Нижне-Волжский край. При этом ставка делается на Астраханскую область, её потенциал и региональную элиту.
С 27 марта 2016 года Астраханская область находится в 4 часовом поясе (UTC+4, MSK+1).

## Население
Численность населения области по данным Росстата составляет 946 580 чел. (2025). Плотность населения — 19,31 чел./км2 (2025). Городское население — 
65,05 % (2022).

### Национальный состав
По итогам переписи населения 2020 года проживали следующие национальности (национальности менее 0,1 % и другое см. в сноске к строке «Другие»):
| Национальность | Численность, чел. | Доля     |
| -------------- | ----------------- | -------- |
| Русские        | 547 320           | 57,00 %  |
| Казахи         | 143 717           | 14,97 %  |
| Татары         | 48 313            | 5,03 %   |
| Ногайцы        | 9320              | 0,97 %   |
| Чеченцы        | 6873              | 0,72 %   |
| Азербайджанцы  | 6187              | 0,64 %   |
| Калмыки        | 5320              | 0,55 %   |
| Даргинцы       | 4255              | 0,44 %   |
| Армяне         | 4152              | 0,43 %   |
| Цыгане         | 3950              | 0,41 %   |
| Лезгины        | 3607              | 0,38 %   |
| Аварцы         | 3527              | 0,37 %   |
| Узбеки         | 3186              | 0,33 %   |
| Украинцы       | 3173              | 0,33 %   |
| Туркмены       | 2777              | 0,29 %   |
| Корейцы        | 1761              | 0,18 %   |
| Таджики        | 1256              | 0,13 %   |
| Кумыки         | 1240              | 0,13 %   |
| Турки          | 1031              | 0,11 %   |
| Другие         | 159 177           | 16,59 %  |
| Итого          | 960 142           | 100,00 % |

#### Казахи

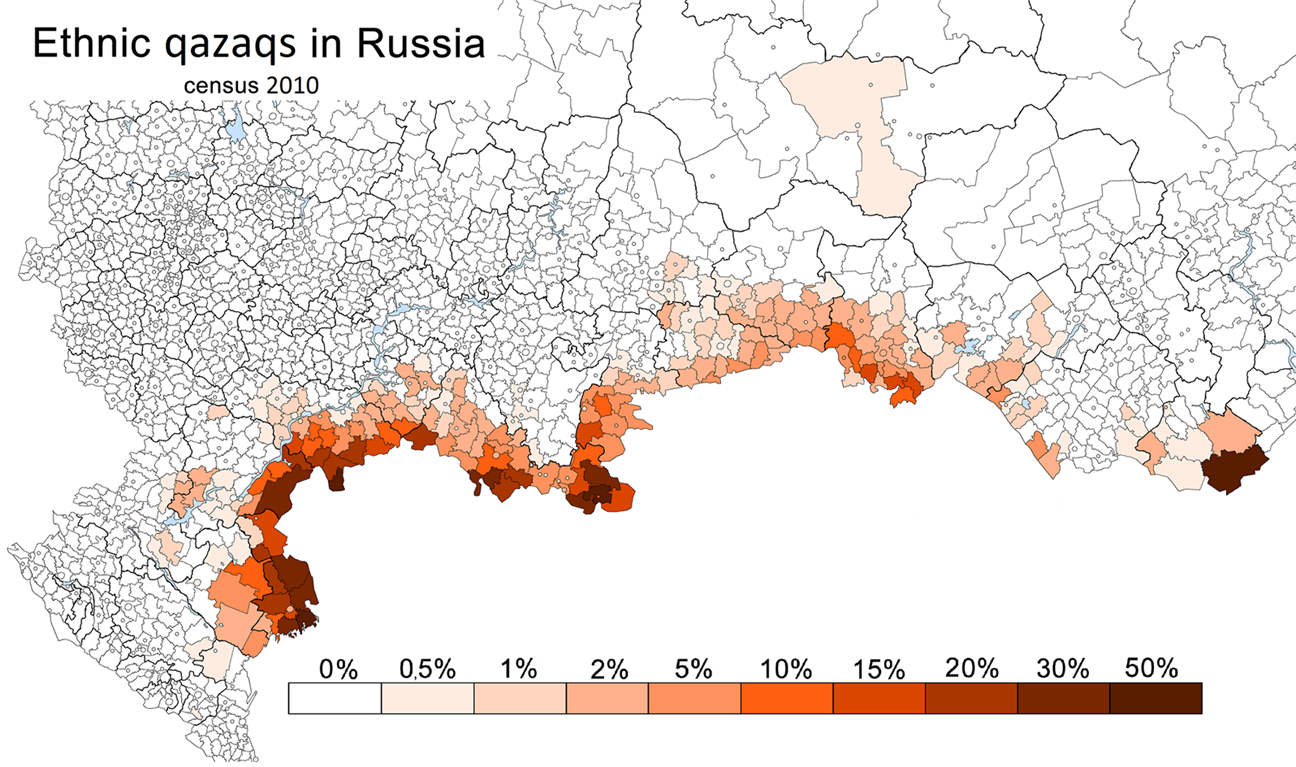
Расселение казахов в России

Казахи составляют более 14 % населения и проживают практически во всех районах и городах Астраханской области, это самый крупный показатель по России в целом. Также как и в других регионах России, где проживают казахи, работает казахский культурный центр, а в районах компактного проживания казахов в общеобразовательных школах преподаётся казахский язык. В Астраханской области крупным казахским культурным центром является «Жолдастык». Казахский язык преподаётся в высших учебных заведениях Астрахани (АГТУ). В 2016-19 годах одной из старейших жительниц планеты была астраханская казашка Танзиля Бисембеева — жительница посёлка Алча Красноярского района, уроженка упразднённого в 1969 г. села Исламгазы (аул Исламгазинский) того же района Астраханской области. В марте 2016 года ей исполнилось 120 лет.

## Органы власти области

### Законодательная власть
Органом представительной власти Астраханской области является Дума Астраханской области, в период 1994—2001 годы, именовавшаяся Астраханским областным представительным собранием.
Дума Астраханской области имеет следующую структуру:
- Председатель Думы Астраханской области;
- Первый заместитель Председателя Думы Астраханской области;
- Заместитель Председателя Думы Астраханской области;
- Аппарат Думы Астраханской области;
- Комитеты и политические фракции.

С 2006 года председателем регионального законодательного органа являлся глава регионального отделения партии «Единая Россия» Клыканов Александр Борисович, кандидатура которого в 2009 году рассматривалась на пост губернатора области. В 2016 году Мартынов Игорь Александрович избран Председателем Думы Астраханской области шестого созыва.

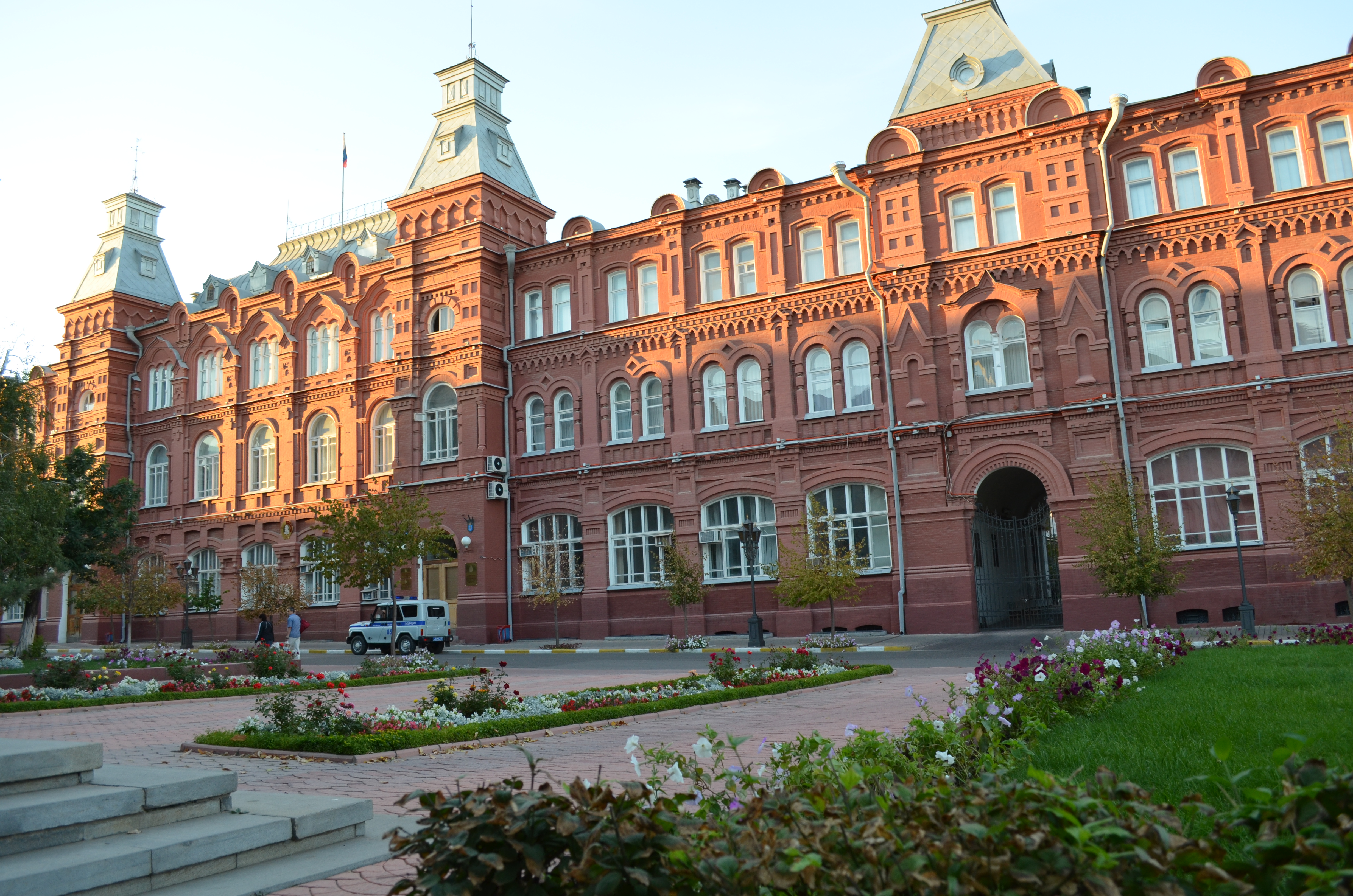
Резиденция губернатора — Здание городских учреждений в Астрахани. В здании также находится правительство области.

До 2006 года региональный законодательный орган формировался по мажоритарной избирательной системе. В 2006 году в связи с изменением избирательного законодательства прошли выборы по смешанной избирательной системе.

### Исполнительная власть
Губернатор — это высшее должностное лицо Астраханской области, возглавляющее исполнительную власть.
Губернаторы Астраханской области:
- Гужвин Анатолий Петрович — губернатор области в 1991—2004 годах.
- Жилкин Александр Александрович — губернатор области с 2004 года по 2018 год.
- Морозов Сергей Петрович — и. о. губернатора области с 26 сентября 2018 года по 5 июня 2019 года.
- Бабушкин Игорь Юрьевич — губернатор области с 17 сентября 2019 года, и. о. губернатора области с 5 июня по 17 сентября 2019 года.

С 1991 по 2004 год губернатором области был Анатолий Петрович Гужвин, побеждавший на выборах в 1996 и 2000 годах. После смерти Гужвина в августе 2004 года победу на прошедших 5 декабря 2004 года досрочных выборах главы Астраханской области одержал исполняющий обязанности главы области Александр Александрович Жилкин. Победитель пользовался поддержкой «Единой России». Губернатор руководит работой органов исполнительной власти области и Правительства Астраханской области. С 2004 по 2017 годы Председателем Правительства Астраханской области был Маркелов Константин Алексеевич. С 2017 года Председателем Правительства Астраханской области является Султанов Расул Джанбекович.

## Административно-территориальное устройство
В Астраханской области действуют 141 муниципальных образований, в том числе 2 городских округа (один из которых — закрытое административное территориальное образование Знаменск Астраханской области), 11 муниципальных районов, 11 городских поселений, 117 сельских поселений.

### Городские округа
| №  | Герб | Городской округ | Население, чел. |
| -- | ---- | --------------- | --------------- |
| I  |      | г. Астрахань    | ↗465 990        |
| II |      | ЗАТО Знаменск   | ↘23 487         |

### Муниципальные районы

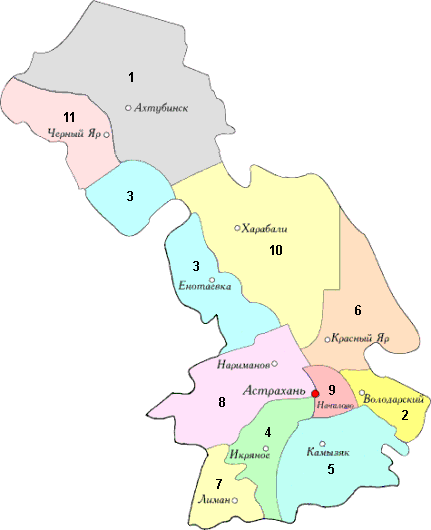
Административное деление Астраханской области

| №  | Флаг/Герб | Муниципальный район              | Административный центр | Площадь, км² | Население, чел. |
| -- | --------- | -------------------------------- | ---------------------- | ------------ | --------------- |
| 1  |           | Ахтубинский район                | г. Ахтубинск           | 7 810        | ↘58 260         |
| 2  |           | Володарский район                | пос. Володарский       | 3 883        | ↘44 711         |
| 3  |           | Енотаевский район                | с. Енотаевка           | 6 300        | ↗25 346         |
| 4  |           | Икрянинский район                | с. Икряное             | 1 950        | ↗48 489         |
| 5  |           | Камызякский район                | г. Камызяк             | 3 493        | ↗47 716         |
| 6  |           | Красноярский муниципальный округ | с. Красный Яр          | 5 260        | ↘36 321         |
| 7  |           | Лиманский район                  | пгт Лиман              | 2 100        | ↘28 459         |
| 8  |           | Наримановский район              | г. Нариманов           | 6 100        | ↘47 528         |
| 9  |           | Приволжский район                | с. Началово            | 841          | ↗66 669         |
| 10 |           | Харабалинский район              | г. Харабали            | 7 100        | ↗40 154         |
| 11 |           | Черноярский муниципальный округ  | с. Чёрный Яр           | 4 200        | ↗19 570         |

Города районного значения
| Наименование городского поселения | Численность населения |
| --------------------------------- | --------------------- |
| г. Ахтубинск                      | 38507                 |
| г. Нариманов                      | 11196                 |
| г. Камызяк                        | 16219                 |
| г. Харабали                       | 18041                 |

Населённые пункты с численностью населения более 5 тысяч человек
| Астрахань  | ↗465 990 |
| Ахтубинск  | ↘35 635  |
| Знаменск   | ↘23 487  |
| Харабали   | ↗18 514  |
| Камызяк    | ↗16 154  |
| Началово   | ↗12 459  |
| Красный Яр | ↗12 254  |

| Володарский       | ↗11 200 |
| Нариманов         | ↗11 104 |
| Икряное           | ↗10 452 |
| Лиман             | ↗9014   |
| Енотаевка         | ↗8140   |
| Верхний Баскунчак | ↘7295   |
| Старокучергановка | ↗6833   |

| Чёрный Яр         | ↘6775 |
| Красные Баррикады | ↗6592 |
| Ильинка           | ↗6411 |
| Никольское        | ↗5305 |

## Экономика

### Специализация экономики

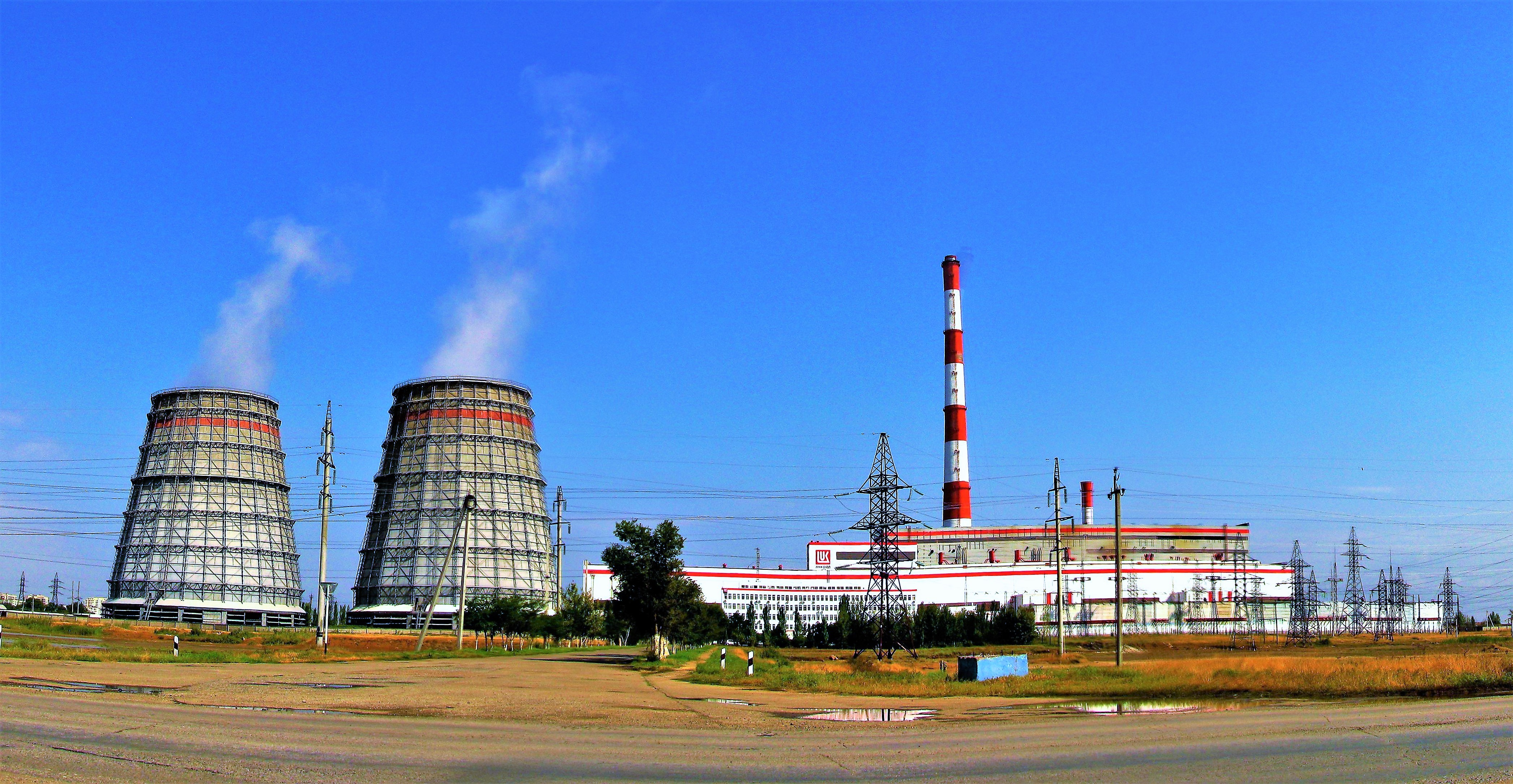
Астраханская ТЭЦ-2.

Промышленный комплекс экономического центра области — Астрахани — представлен судостроением, целлюлозно-бумажным производством, рыбоперерабатывающей промышленностью. Лидирующие отрасли промышленности — машиностроение, электроэнергетика, пищевая промышленность. В регионе практически неисчерпаемые запасы газа, нефти, серы. В целом промышленность города остаётся убыточной. В основном это влияние топливной промышленности, на долю которой приходится треть убытков промышленности, а также судостроительства, радиопромышленности и электроэнергетики. При этом убытки промышленности в сравнении с 2002 сократились на 28,9 %[когда?].
В Астраханской области в 40 км от города Астрахань расположена ОЭЗ «ЛОТОС», граничащей со странами Каспийского бассейна, на пересечении Международного транзитного транспортного коридора «Север-Юг». ОЭЗ «ЛОТОС» создана в 2015 году для размещения промышленных производств, связанных с судостроением, машиностроением, а также для других высокотехнологических производств.
Ахтубинский район (около 70,2 тысяч чел.) расположен в северо-восточной части области. На его территории расположен военный полигон, филиалы предприятий оборонной промышленности. Основные предприятия — ОАО «Бассоль» (производство пищевой продукции), ОАО «Минерал-Кнауф» (производство стройматериалов), ОАО «Ахтубинский ССРЗ» (машиностроение), ОАО «Консервный завод» и ЗАО «Ахтубинский мясокомбинат».
Камызякский район (около 50,3 тыс. чел.) занимает ведущие позиции в Астраханской области по производству и переработке сельскохозяйственной продукции. Основные направления сельского хозяйства — овощеводство, бахчеводство, рисоводство, мясомолочное скотоводство. Промышленность района представлена следующими отраслями: судостроение(одно из старейших предприятий — ОАО «Волго-Каспийский СРЗ»), лёгкая, полиграфическая, мукомольно-крупяная промышленности, производство строительных материалов и др.

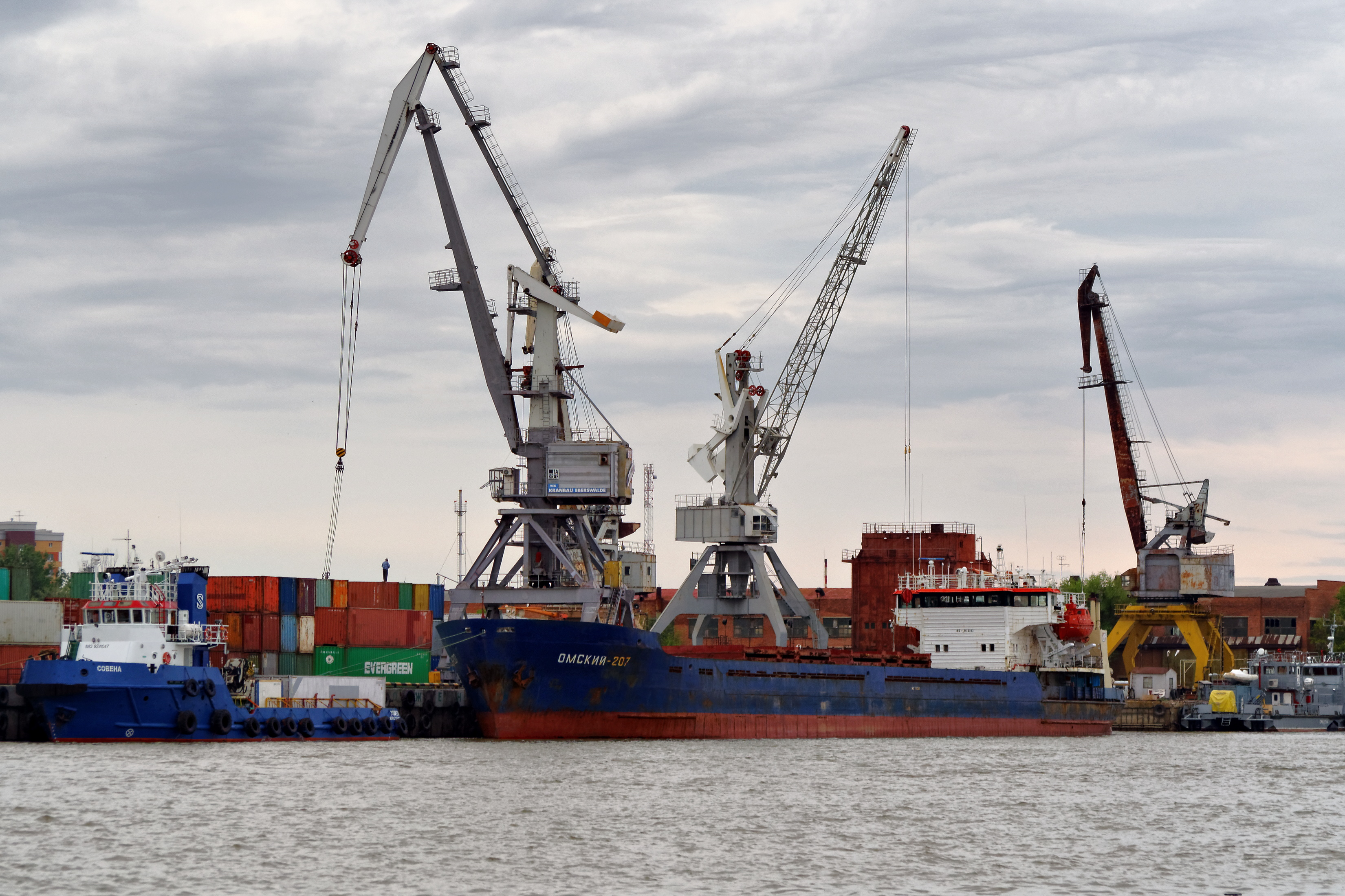
Грузовой порт в городе Астрахани.

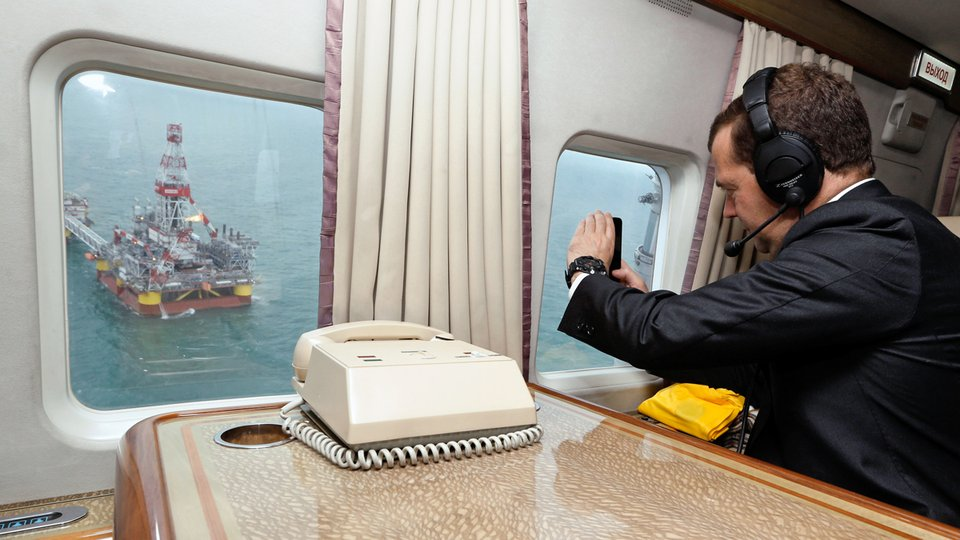
Дмитрий Медведев осматривает нефтяное месторождение им. Корчагина.

### Промышленность
Топливная промышленность является главной отраслью Астраханской области, так как здесь находится Астраханское газоконденсатное месторождение, крупнейшее в европейской части России. На базе этого газоконденсатного месторождения работает Астраханский газовый комплекс, включающий газопромыслы и газоперерабатывающий завод. Комплекс специализирован на выпуске технической газовой серы, автомобильного бензина, дизельного и котельного топлива, пропанобутановой фракции. В области развито машиностроение (судостроение, производство кузнечнопрессового оборудования, компрессоров и др). 

По сравнению с 1990-ми годами, к 2003 году значительно увеличилась доля продукции топливной промышленности Астраханской области в РФ (с 8 % до 60 %) и электроэнергетики (с 2 % до 11 %), за счёт критического состояния промысловых запасов Каспийского бассейна заметно сократилась доля продукции пищевой промышленности (с 36 % до 9 %), а также произошло сокращение доли продукции лёгкой промышленности (с 27 % до 1 %). Наилучшие среднедушевые коэффициенты по производству металлорежущих станков — 4 (четвёртое место среди всех учитываемых видов промышленной продукции по регионам РФ), газ естественный, первичная переработка нефти.

### Энергетика
По состоянию на начало 2020 года, на территории Астраханской области эксплуатировались 17 электростанций общей мощностью 1029,25 МВт, в том числе 13 солнечных электростанций и 4 тепловые электростанций. В 2019 году они произвели 4106 млн кВт·ч электроэнергии.

### Сельское хозяйство
Объём производства продукции сельского хозяйства в Астраханской области в 2020 году составляет 53,1 млрд рублей, из них растениеводство 30,8 млрд рублей, животноводство 22,3 млрд рублей. Индекс производства 102,3 %. Объём производства продукции сельхозорганизациями — 5,8 млрд рублей.
Животноводство
Астраханская область является одним из немногих регионов Российской Федерации, который не только сохранил, но и увеличил поголовье скота. Ежегодно в регионе проводится областная выставка племенных сельскохозяйственных животных.
Крупный рогатый скот представлен основными молочными породами: симментальской, красной степной и чёрно-пёстрой.
Ведущей отраслью животноводства Астраханской области является овцеводство. Регион располагает уникальным генетическим фондом овец тонкорунной, каракульской, мясошёрстной и эдильбаевской пород, обеспечивающим большие возможности по производству шерсти.
На 1 января 2020 года в хозяйствах всех категорий (сельхозорганизациях) поголовья крупного рогатого скота составила 294,1 тысячи голов (10,0 тыс.), в том числе коров — 156,2 тысячи голов (5,5 тыс.), овец и коз — 1408,8 тысяч голов(45,9 тыс.), свиней — 3,1 тысяча голов (300), птицы 1993,6 тысячи голов (1459,9 тыс.).
Численность поголовья крупного рогатого скота во всех категориях хозяйств области по состоянию на 2016 год составила 279,6 тысячи голов, в том числе коров — 142,7 тысячи голов, овец и коз — 1 545 тысяч голов. Объём производства продукции животноводства в хозяйствах всех категорий составил: скота и птицы на убой в живом весе 45,5 тысяч тонн (100 %), молоко 142,1 тысячи тонн (100,7 %), яиц 254,4 млн штук (114 %).
Рыбная отрасль

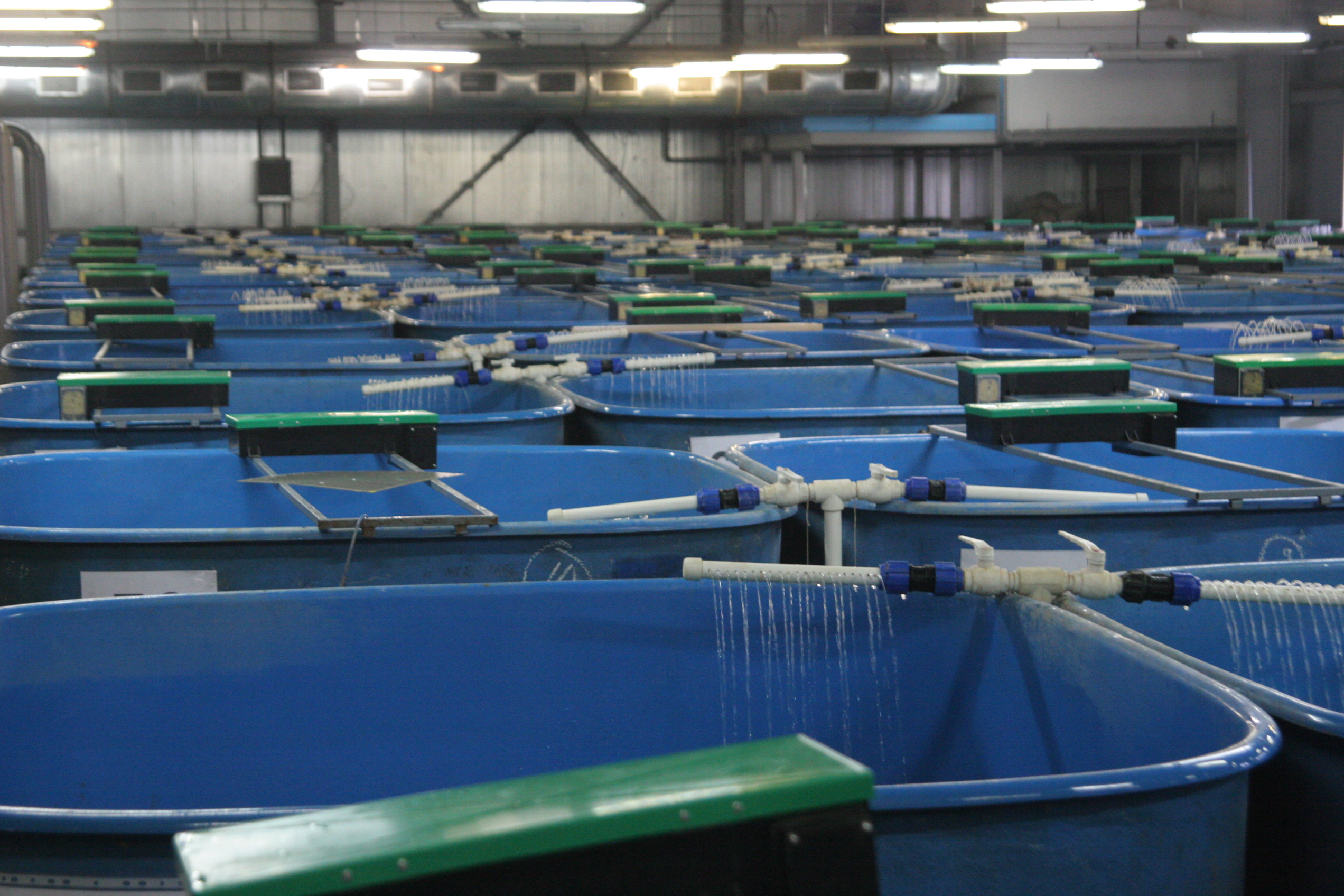
Аквакультура становится ведущей отраслью сельского хозяйства области.

Рыбохозяйственный комплекс Астраханской области охватывает все основные направления деятельности: вылов водных биоресурсов, воспроизводство, товарное рыбоводство (аквакультура) переработку сырья, выпуск различных видов рыбной продукции, научные исследования, подготовку специалистов. Рыбная отрасль включает в себя свыше 200 предприятий и организаций различных форм собственности и направлений деятельности, на которых работает около 6 тыс. человек. Объёмы изъятия водных биологических ресурсов в 2017 году установлены в размере 51,3 тыс. тонн, из них квотируемых 29,4 тысяч тонн.
Природно-климатические условия Астраханского региона благоприятны для развития аквакультуры. В настоящее время в области функционирует 134 предприятия, площадь используемых водоёмов составляет около 32 тыс. га. Выращивание карповых видов рыб (карп, белый и пёстрый толстолобики, белый амур) осуществляется в Астраханской области в прудах инженерного типа и естественных водоёмах (ильменях). Выращивание осетровых видов рыб (русский осётр, белуга, стерлядь, бестер) осуществляется в садковых линиях, расположенных на водотоках дельты Волги. В настоящее время действует 36 предприятий индустриальной аквакультуры, общая площадь которых составляет около 85 га. Годовой объём производства товарных осетровых составляет 400—450 тонн, пищевой икры 8-10 тонн. Всего в Астраханской области 163 рыбоводных участка общей площадью 10,5 тыс. га., 71 из которых сформирован в 2016 году.
Растениеводство
Земли сельскохозяйственного назначения составляют более 3,4 млн гектар. Занятые под овощные культуры площади, являются крупнейшими среди всех субъектов федерации России. На полях области ежегодно выращивается 350 тыс. тонн томатов, перца, баклажанов, кабачков, огурцов, моркови, свёклы, лука и капусты. Традиционным в Астраханской области является производство риса, который выращивается вдоль Волги. Климатические условия региона позволяют получать два урожая картофеля в год. Внедрение в производство качественного семенного материала отечественных, голландских и немецких сортов является определяющим фактором получения высоких, стабильных урожаев.
Астраханская область — лидер по выращиванию помидоров в открытом грунте, с долей 75,5 % (665,4 тысяч тонн) от общего сбора в России в 2021 году, и по выращиванию бахчевых культур, с долей 48,1 % (323,6 тысяч тонн) от общего сбора в России в 2021 году.
Астраханская область — второй после Волгоградской области регион России по выращиванию репчатого лука. На промышленной основе он возделывается с использованием капельного орошения. Валовый сбор репчатого лука в 2021 году в области составил 276,7 тысяч тонн (26,2 % от объёма сборов России).
В 2020 году валовой сбор зерновых и зернобобовых культур 46,8 тыс. тонн (в весе после доработки), из них рис 22,2 тыс. тонн, ячмень яровой 11,3 тыс. тонн, пшеница озимая 10,4 тыс. тонн.
В 2020 году валовые сборы плодов, ягод и винограда в хозяйствах всех категорий: семечковые 3484 тыс. тонн, урожайность 53,33 ц/га, косточковые 7418 тыс. тонн, урожайность 96,98 ц/га, орехоплодные 421 тыс. тонн, урожайность 59,5 ц/га, ягодники 3563 тыс. тонн, урожайность 105,47 ц/га. Итого плодово-ягодных насаждений (включая цитрусовые) 15197 тыс. тонн, насаждения в плодоносящем возрасте 1706,11 га. Виноградники 2128 тыс. тонн, урожайность 145,86 ц/га.
| тыс. гектар | 169 | 324 | 218,5 | 96 | 70 | 75,5 | 76,7 |

### Транспорт

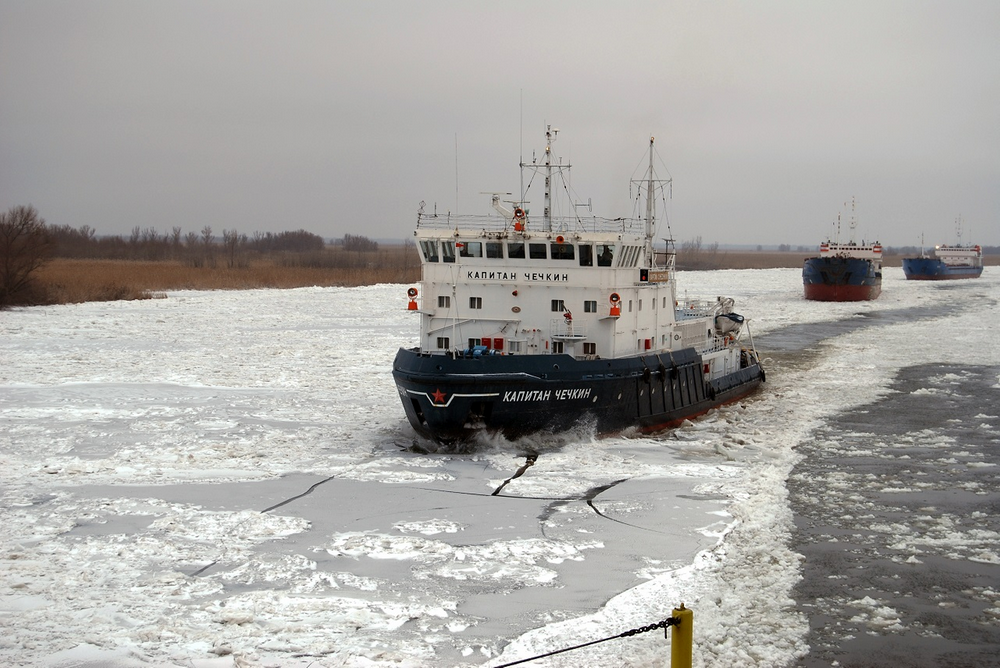
Волго-Каспийский канал — важная транспортная артерия на Каспии.

По состоянию на 1997 год: протяжённость железных дорог — 849 км, автомобильных дорог с твёрдым покрытием — 4031 км, речных путей — 1443 км. В регионе действует множество речных пристаней, развит водный транспорт, представленный речными трамваями и паромными переправами. Главные судоходные реки: Волга, Бахтемир, Бузан, Болда, Ахтуба, Кизань, Царёв. Период ледостава обычно 2—3 месяца в году, иногда — до 4-х месяцев, в особо тёплые зимы главные судоходные реки не замерзают совсем. В городе Астрахани и в посёлке Оля функционируют морские порты. По дну моря прорыт Волго-Каспийский канал (длиной 188 км и глубиной 5 м), связывающий Бахтемир с глубоководной частью Каспийского моря. Между портами Оля и Гилян (Иран) существует регулярное морское паромное сообщение. В Астрахани действует международный аэропорт.

## Экология
Волга находится в гидростатическом равновесии с морем, в которое она впадает. Это роднит Волгу с другими великими реками. Обширной была трангрессия Каспия во времена плейстоцена. Затем она сменилась регрессией, имевшей место, вероятно, в начале голоцена.
В настоящее время наблюдается новое отступание моря. Уровень Каспия снизился на 2 — 2,5 м за 15 лет с начала 1930-х годов. Гидростатический режим со стороны Каспия изменился, высохли или обмелели многие водоемы, сократились половодья.
В области насчитывается 7,4 дней (Черный Яр), 8,2 дней (Лиман) в году с пыльной бурей. В 1960 г. ветер достигал 25-30 м/с, а порывами до 35 м/с. Пыль разносится на сотни километров, количеством 30000-40000 м³. на 1 км. Ещё в начале XX в. ветром, переносящим пески, заносилась дорога с севера на юг области. Лесополосные заграждения вдоль реки не были выполнены. Отмечают кустарниковые насаждения, частично выполненные в 1920—1930 гг.
Кроме геологических причин, на Волге сооружен каскад гидростанций. Изменение водного режима в нижних бьефах гидроузлов оказало существенное влияние на рыбное хозяйство. Была потеряна большая часть площади нерестилищ проходных рыб, расположенных в верхних бьефах гидроузлов. Сооруженные для пропуска проходных рыб подъемники на Волгоградском и Цимлянском гидроузлах не дали рассчитанного в проектах эффекта. Также режим пойменных земель с перераспределением стока ухудшался. Эти земли засолялись. Так, к 1970 году вероятность затопления Волго-Ахтубинской поймы не превышала одного раза в три года, но его могло и не быть 5-7 лет подряд.
Однако даже попуски воды не только для нерестилищ, но и для пойменных лугов не производились, поскольку выработка энергии на гидроэлектростанциях считалась тогда и дешёвой, и нужной. Вместо этого проблему обводнения нерестилищ попытались решить при помощи ещё одного гидроузла — вододелителя, который соорудили в верхней точке дельты.
Ко времени строительства вододелителя было достоверно известно, что 90 % стада осетровых мигрируют через западные протоки дельты и данные нерестилища будут уничтожены.
По причине перераспределения стока, а также изменений со стороны Каспия будет и дальше усиливаться отмирание западных подстепных ильменей, сократятся площади земель, на которых выращиваются бахчевые культуры, ухудшатся условия добычи рыб, нарушится водоснабжение. Сооруженные водохранилища — самые мелководные в РСФСР. На заполнение объёмов водохранилищ при завершении волжско-камского каскада ушло не меньше 140 км³ воды, их испарение 13,7 км³ в год.
Орошаемое земледелие применяется в степной зоне более 100 лет и не получило значительного развития (к 1970 г. находилось 0,6 % посевной площади). Обзор показывает, что Институт географии АН СССР не способен был сформировать осмысленного представления на данную тему. Развилось в итоге лишь дождевание, у которого меньше риски засоления и эрозии. Создание снегонакопительных насаждений, или использование верхних грунтовых вод, не получили распространения и не учитывались в расчетах.
Выше по течению Волги расположены Казанский, Нижнекамский, Уфимский, Куйбышевский, Саратовский и Волгоградский промышленные узлы (средний расход в нефтепромысловом районе 1,2 млн м³. воды в сутки на 1970 г). Зарегулирование стока в 1,5 — 2 раза уменьшило скорость течения Волги, на 1 км³. загрязненных вод в Поволжье приходится в 2-3 раза меньше свежей воды, чем в Сибири, Дальнем востоке и других районах. Данная вода попадает и в мелководные водохранилища. Ещё в 1960-х годах разведка на акватории Каспия проводилась при помощи взрывов. Очистные сооружения на предприятиях выше течением отсутствовали. Данные о серогазоконденсатном месторождении не публикуются. Количество автотранспорта возросло в десятки раз. К 1980-м годам изъятие воды из Волги рассчитывалось до 50 км³, что привело к дальнейшему понижению уровня Каспийского моря, расчетные данные составляли до 2 м.
Регулярно осуществляются палы сухостоя на больших пространствах. Пожары затронули и заповедники. Методами пиролиза в регионе также не владеют.

## Наука и образование
В области действует 6 вузов и более 10 филиалов вузов других регионов России.

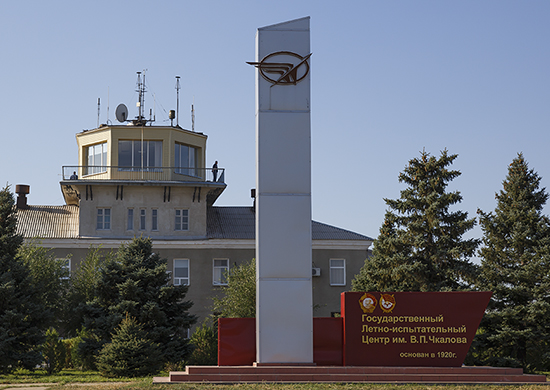
Государственный лётно-испытательный центр Министерства обороны имени В. П. Чкалова.

В Астраханской области функционирует несколько научных организаций:
- ФГБНУ Всероссийский научно-исследовательский институт орошаемого овощеводства и бахчеводства, адрес: Астраханская область, Камызякский район, г. Камызяк, ул. Любича, 16[96]. Специализируется на селекции и генетике сельскохозяйственных овощных и бахчевых культур, изучает проблемы освоения дельтовых ландшафтов.
- Астраханская опытная станция ФГБНУ Всероссийского института растениеводства имени Н. И. Вавилова, адрес: Санкт-Петербург, ул. Большая Морская, 42-44 (администрация), Астраханская область, Приволжский район[97]. На станции поддерживаются и изучаются коллекции риса, арбуза, дыни, тыквы, томатов, некоторых зернобобовых культур.
- ФГБНУ Прикаспийский научно-исследовательский институт аридного земледелия, адрес: Астраханская область, Черноярский район, с. Солёное Займище, квартал Северный, дом 8[98]. Занимается улучшением семеноводства зерновых, кормовых культур и организации технологии их возделывания в условиях аридного земледелия Прикаспийской низменности.
- ГЛИЦ Министерства обороны имени В. П. Чкалова, адрес: расположен в городе Ахтубинск Астраханской области[99]. Авиационное научно-исследовательское и испытательное военное учреждение.
- Государственный природный заповедник Богдинско-Баскунчакский, адрес: Астраханская обл., г. Ахтубинск, микрорайон Мелиораторов д. 19, кв. 1[100]. Целью деятельности заповедника является сохранение уникальных природных комплексов горы Большое Богдо и окрестностей озера Баскунчак, изучение их состава и динамики, экологическое просвещение населения, организация экологического туризма.
- Астраханский ордена Трудового Красного Знамени государственный природный биосферный заповедник, адрес: г. Астрахань, Набережная реки Царёв, 119[101]. Занимается изучением орнитофауны и ихтиофауны дельты Волги.

## Культура
- Церковь Петра и Павла (XVII—XVIII века, село Чёрный Яр);
- Калмыцкий каменный монастырь-хурул (начало XIX в., с. Речное)[102];
- Николаевско-Высокогорский монастырь на Чуркинском острове (конец XIX в.);
- Самосдельское городище — остатки средневекового городского поселения (IX—X век);
- Мавзолей Курмангазы Сагырбайулы[103] — в селе Алтынжар нынешнего Володарского района Астраханской области России (1896 год).;
- Петровский маяк — предположительно построен Петром I для организации Персидского похода (1722—1723 годы);
- Храм Рождества Пресвятой Богородицы (с. Никольское 1884—1899 годы);
- Лиманский хурул — единственный в Астраханской области действующий буддийский храм, находящийся в пгт Лиман;
- Капустин Яр — ракетный полигон в северо-западной части Астраханской области.

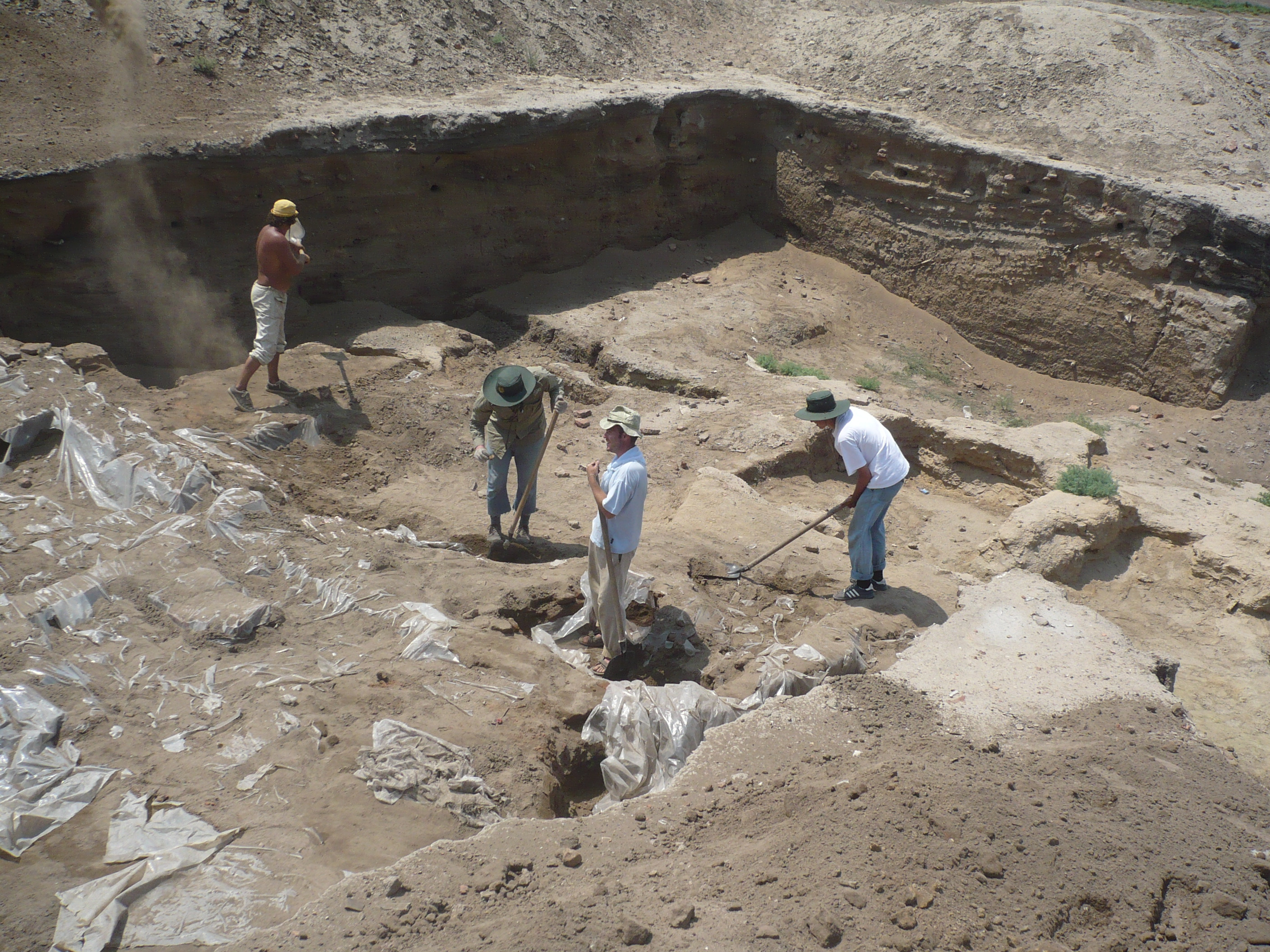
Самосдельское городище — раскопки предполагаемого города Итиль
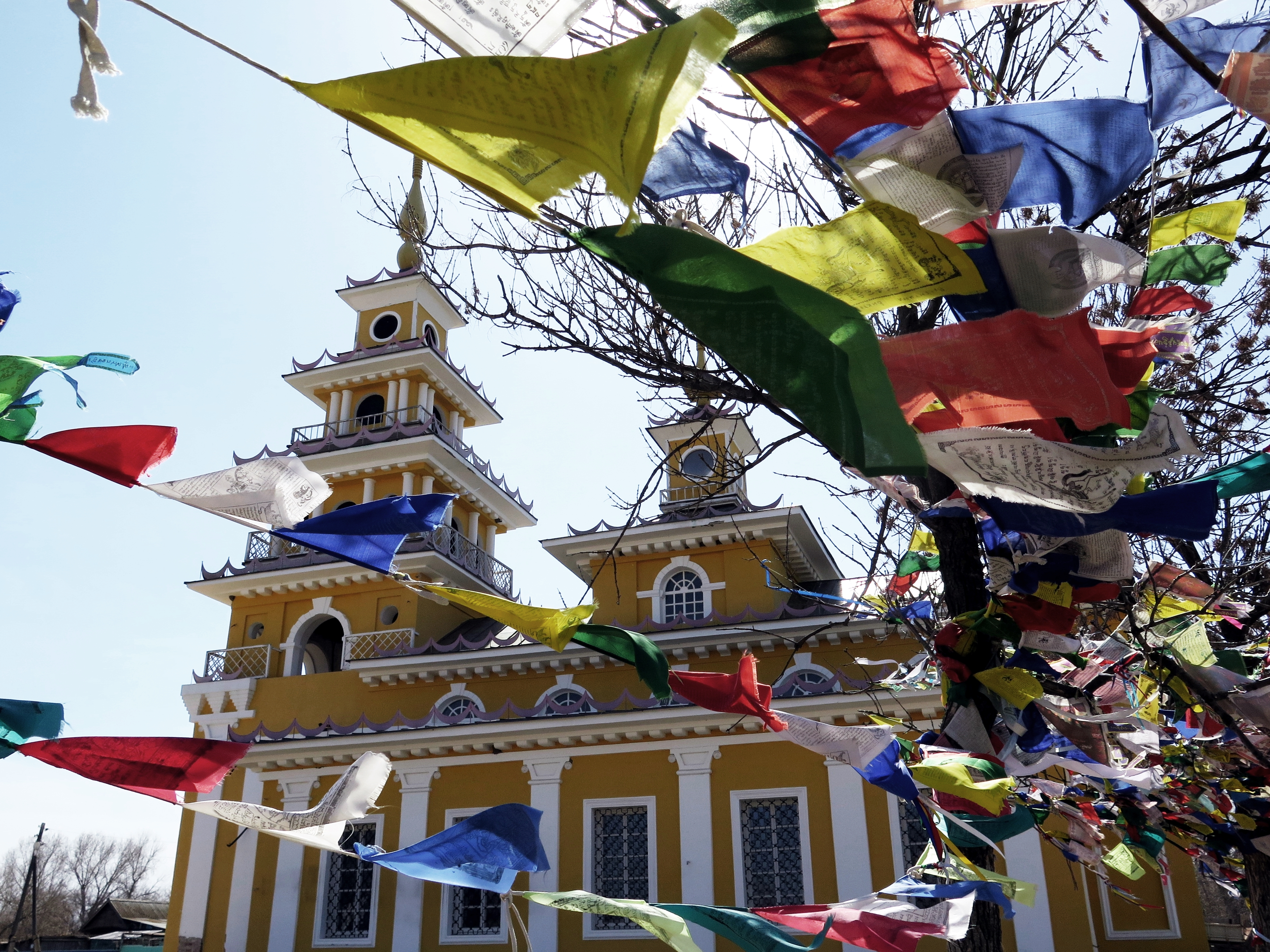
Хошеутовский хурул — единственный сохранившийся каменный буддийский храм Нижнего Поволжья
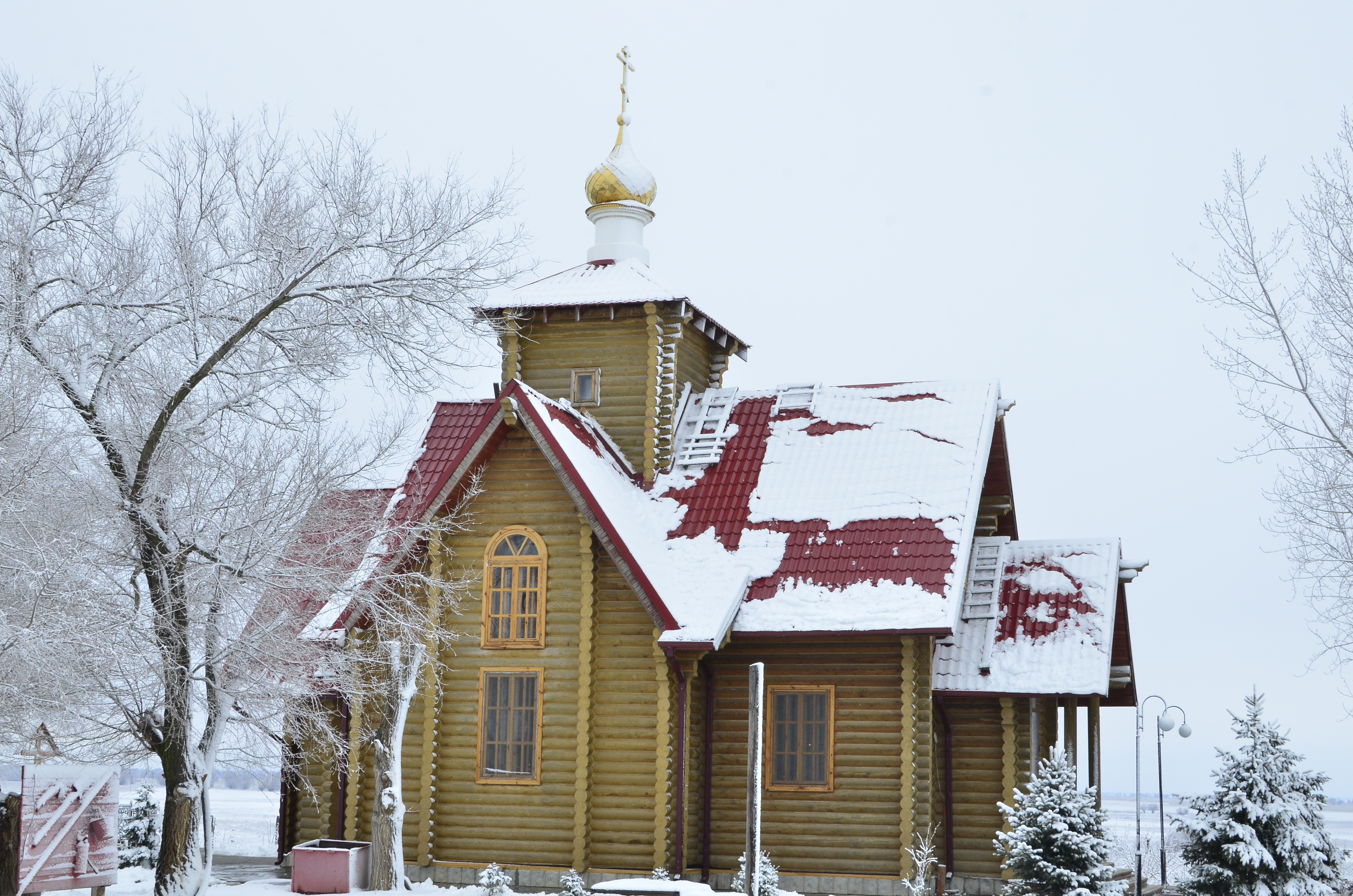
Храм Чуркинского монастыря — мужской монастырь в дельте Волги
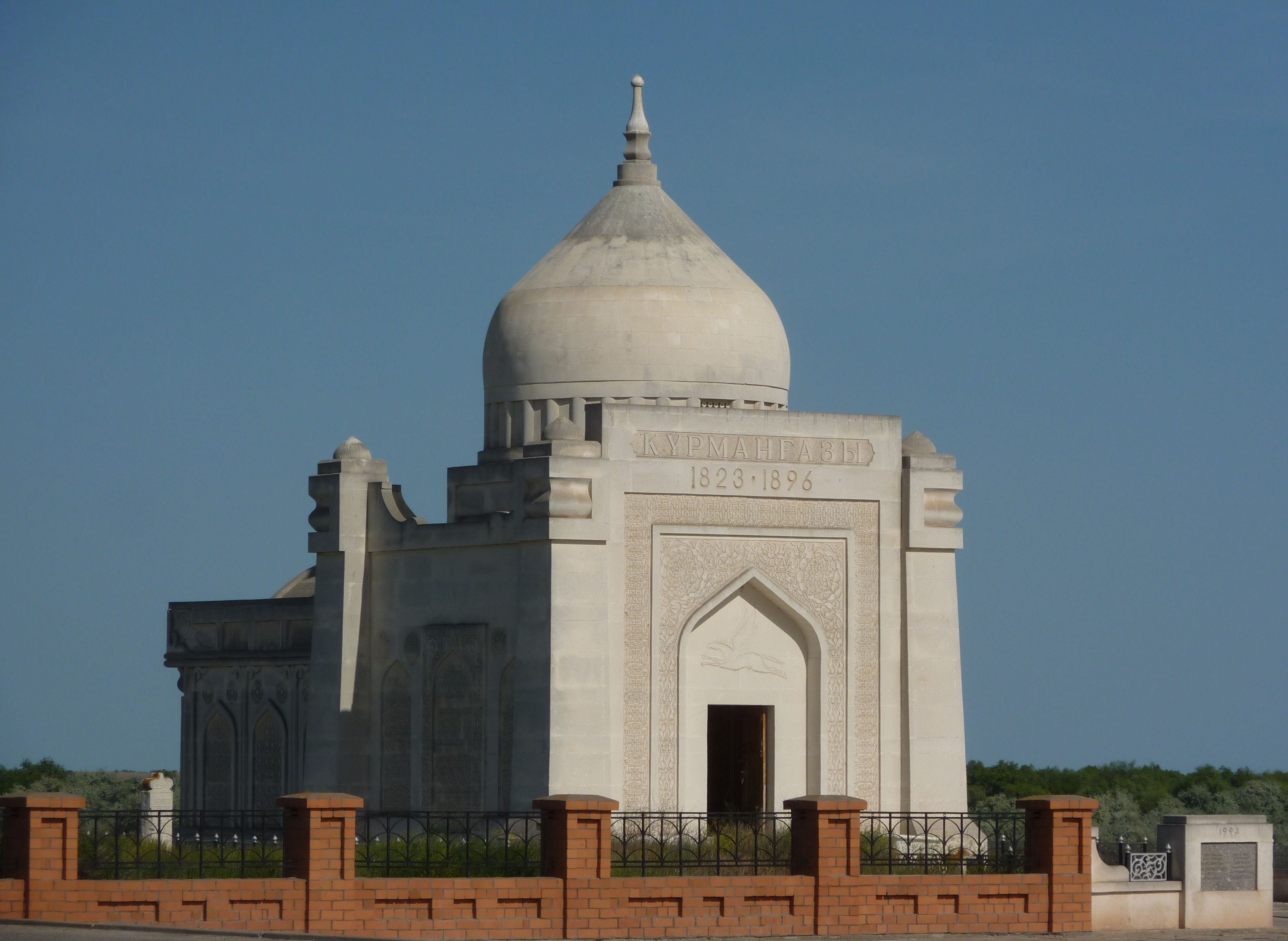
Мавзолей Курмангазы Сагырбайулы — легендарный казахский народный музыкант
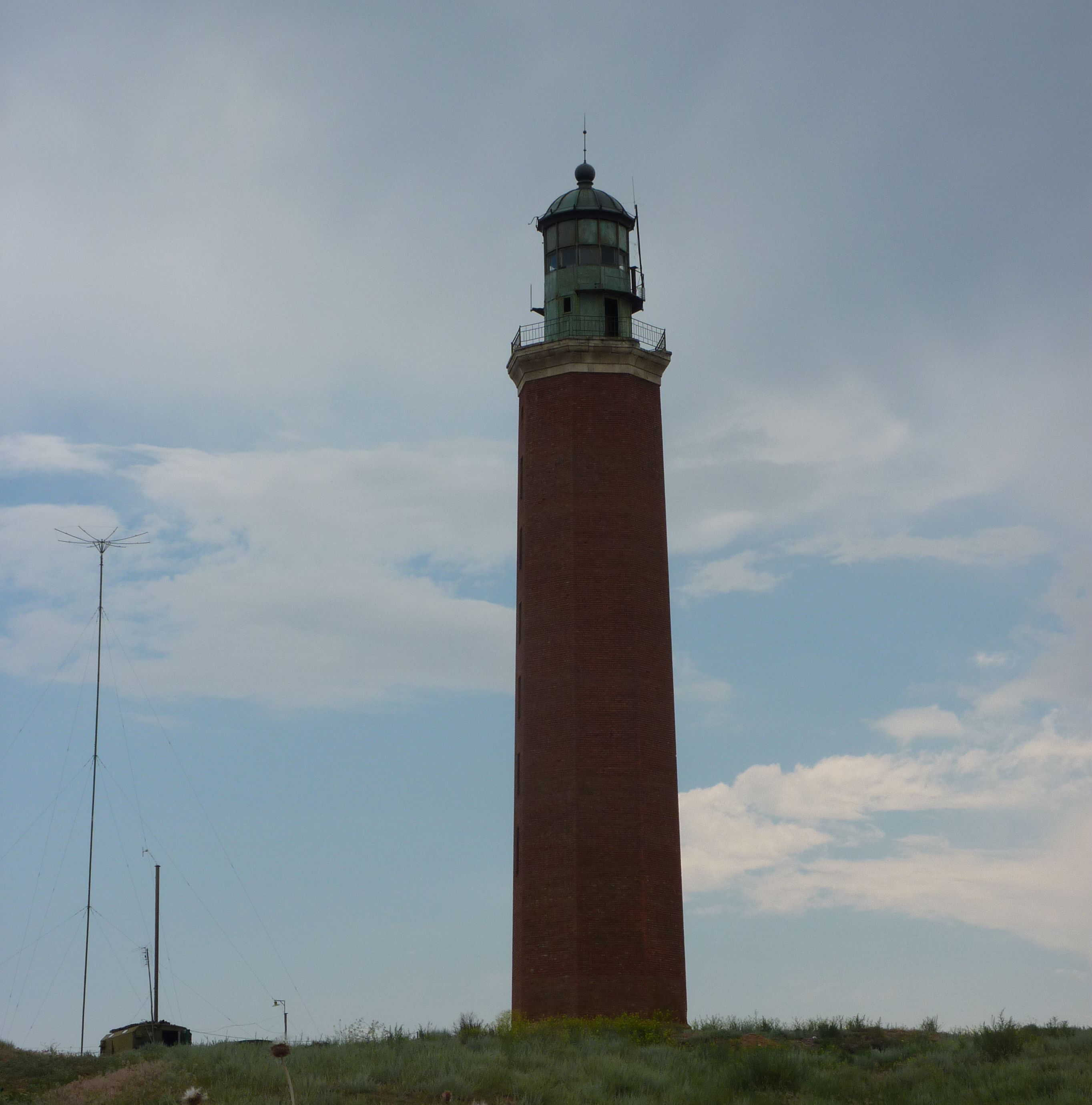
Петровский маяк в селе Вышка

## Известные люди
На территории области родились:
- Айрапетов, Олег Рудольфович (род. 6 января 1963, Ахтубинск) — российский историк. Кандидат исторических наук, доцент.
- Газиза Самитова (1862—1928) — самобытная татарская поэтесса. Дочь купца II гильдии. Большую часть своей жизни провела в родном селе Каменный Яр.
- Дюжев, Дмитрий Петрович (род. 9 июля 1978, Астрахань) — российский актёр театра и кино, кинорежиссёр, заслуженный артист Российской Федерации. В числе известных актёрских работ Дюжева такие фильмы, как «Жмурки», «Остров», «Мне не больно», телесериал «Бригада» и другие.
- Еланская, Клавдия Николаевна (1898—1972) — советская российская актриса театра и кино. Народная артистка СССР (1948). Лауреат Сталинской премии первой степени (1952)[104].
- Заворотнюк, Анастасия Юрьевна (3 апреля 1971, Астрахань — 29 мая 2024, Москва) — российская актриса театра и кино, телеведущая. Заслуженная артистка Российской Федерации (2006).
- Кудинов, Василий Александрович (17 февраля 1969, пос. Ильинка, Икрянинский район, Астраханская область, РСФСР, СССР — 11 февраля 2017, Астрахань, Россия) — советский и российский гандболист. Заслуженный мастер спорта СССР (1992). Заслуженный мастер спорта России (2004).
- Куличев, Иван Андреевич (1920—1979) — генерал-лейтенант, командующий авиацией Сибирского военного округа, Герой Советского Союза.
- Культелеев, Таир Мулдагалиевич (1911—1953) — первый казахский учёный-юрист, один из организаторов правовой науки и юридического образования в Казахстане, крупный исследователь обычного права казахов.
- Лиджиев, Телтя (калм. Төөлт Лиҗин; (род. 22 декабря 1906, Енотаевка (сегодня — Енотаевский район, Астраханская область), Астраханская губерния, Российская империя — ноябрь 1970 года, Калмыцкая АССР, РСФСР) — калмыцкий рапсод, сказитель калмыцкого эпоса «Джангар», джангарчи.
- Летучий, Владимир Матвеевич (1943—2015) — российский переводчик поэзии и прозы с немецкого языка.
- Лисунов, Борис Павлович (19 августа 1898 — 3 ноября 1946) — советский авиаконструктор, инженер-полковник, организатор производства самолёта Ли-2.
- Малахов, Иван Павлович (род. 29 июня 1953, с. Пологое Займище, в Ахтубинском районе, Астраханская область) — губернатор Сахалинской области с августа 2003 года по 7 августа 2007 года.
- Мусагалиев, Азамат Тахирович; (25 октября 1984, Камызяк) — российский актёр, юморист, телеведущий и музыкант. Капитан команды КВН «Сборная Камызякского края», участник шоу «Однажды в России» и ведущий шоу «Где логика?» на телеканале ТНТ.
- Мустафаев, Чингиз Фуад оглы (азерб. Çingiz Fuad oğlu Mustafayev; 29 августа 1960 — 15 июня 1992) — азербайджанский гражданский и военный журналист, внёсший значительный вклад в развитие национального телевидения. Сотрудничал с рядом зарубежных информационных агентств. Автор многих репортажей из зоны боевых действий в Нагорном Карабахе, в том числе знаменитого репортажа с места Ходжалинской резни. Национальный герой Азербайджана.
- Покусаев, Евграф Иванович (6 (19) декабря 1909, с. Болхуны Енотаевского уезда Астраханской губ. — 11 августа 1977, Саратов) — советский литературовед. Основные работы посвящены творчеству М. Е. Салтыкова-Щедрина, Н. Г. Чернышевского.
- Редькин, Марк Степанович, знаменитый советский фотожурналист, корреспондент Фотохроники ТАСС и газеты «Фронтовая иллюстрация» и других изданий в 1920—1930-х годах, военный фотокорреспондент на полях боевых действий в Великую Отечественную войну.
- Томашевич, Ольга Владимировна (род. 15 мая 1956 года, в Капустином Яру) — советский и российский историк и египтолог, специалист по культуре и религии Древнего Египта, гендерной истории Египта и Древнего Востока, истории египтологии. Кандидат исторических наук, доцент, заместитель заведующего кафедрой истории древнего мира Исторического факультета МГУ, член Методической комиссии факультета. Член Российской ассоциации антиковедов[105]. Стипендиатка Фонда А. фон Гумбольдта.
- Цепляев, Никита Фёдорович (род. 28 мая (9 июня) 1891, Вольное, Российская империя — 2 января 1971, Астрахань, СССР) — российский и советский военный деятель, генерал-майор.

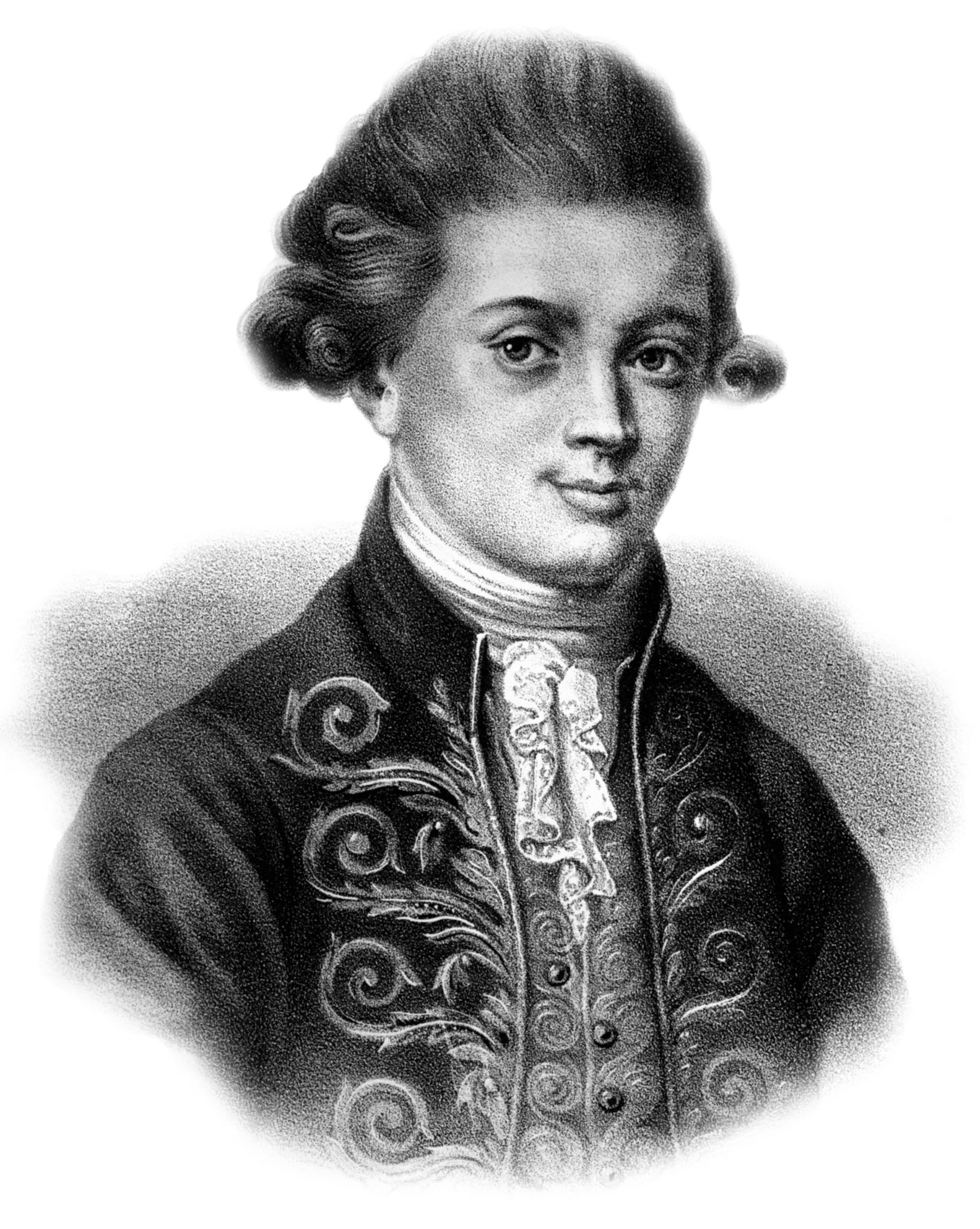
Иван Хемницер
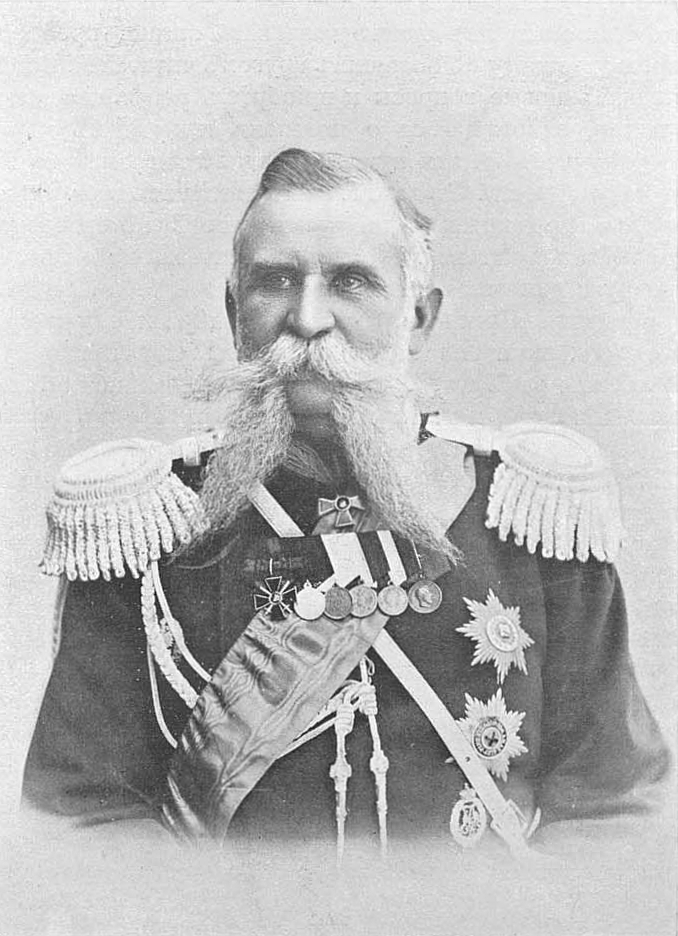
Андрей Косич
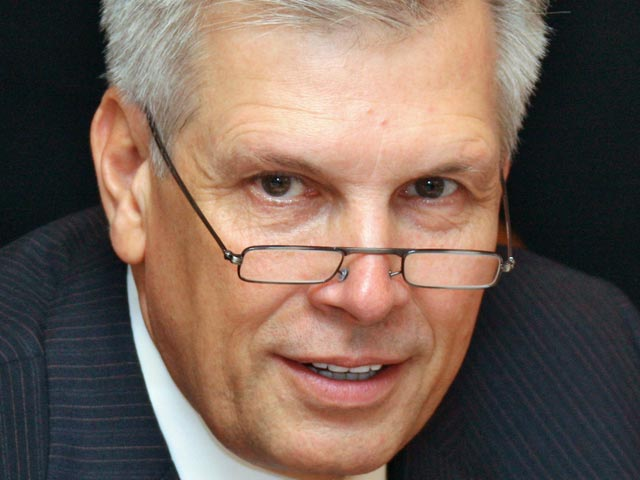
Сергей Данкверт
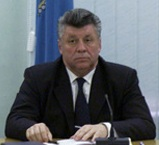
Анатолий Гужвин
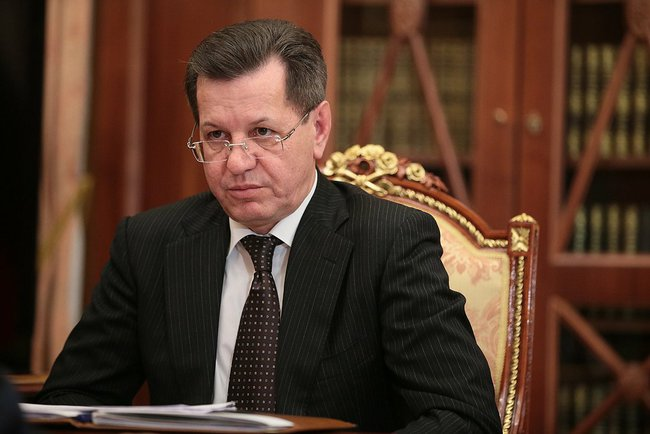
Александр Жилкин
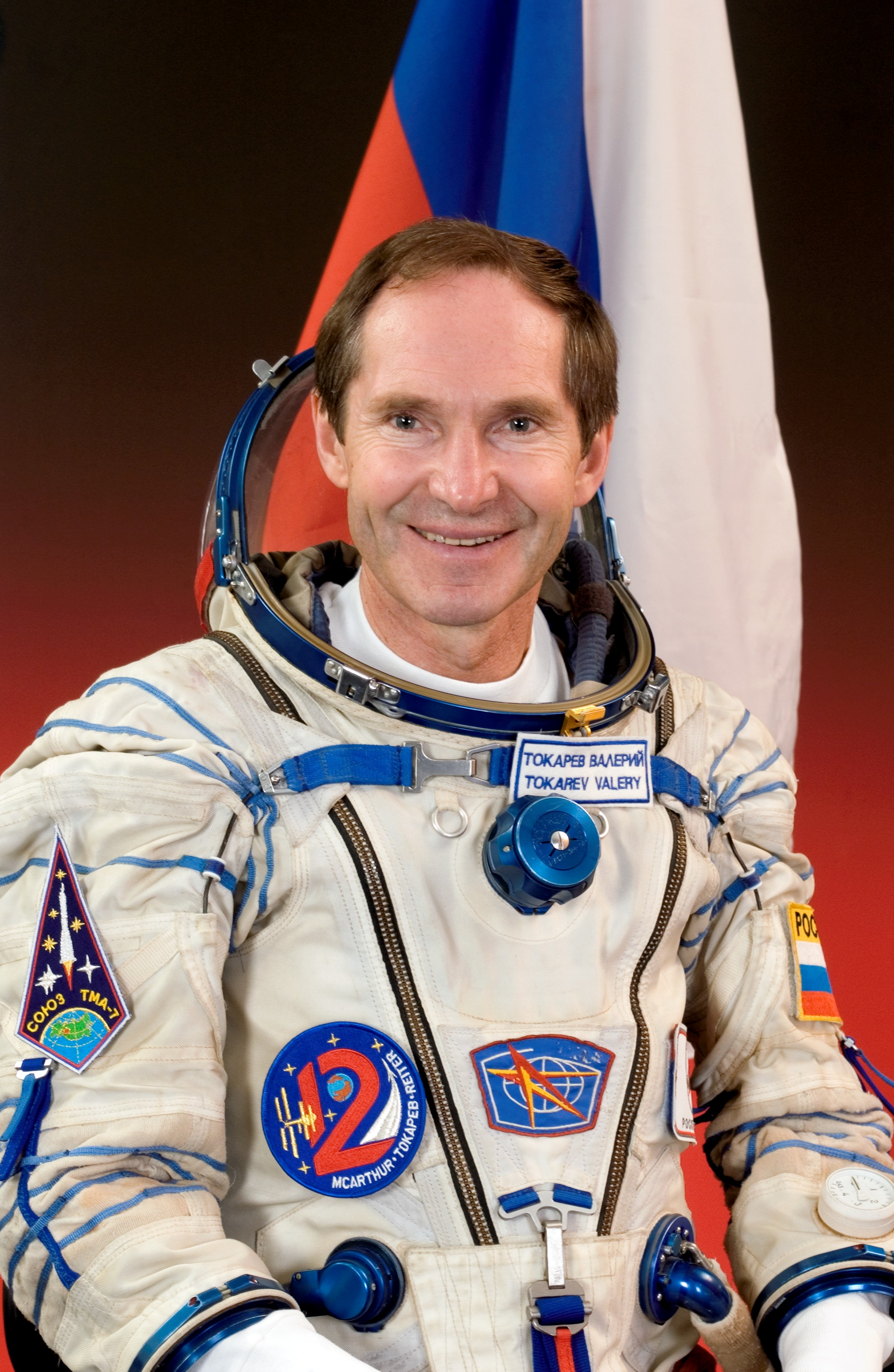
Токарев Валерий Иванович
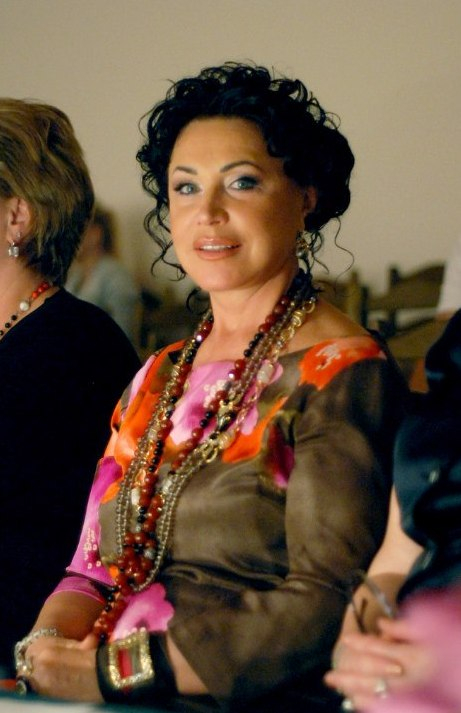
Надежда Бабкина

## Астраханская область в нумизматике и филателии
В 2008 году Банком России была выпущена памятная десятирублёвая биметаллическая монета, посвящённая Астраханской области.

В 2003 году была выпущена почтовая марка, посвящённая Астраханской области.

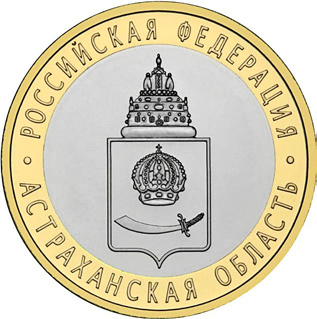
Реверс памятной монеты Банка России
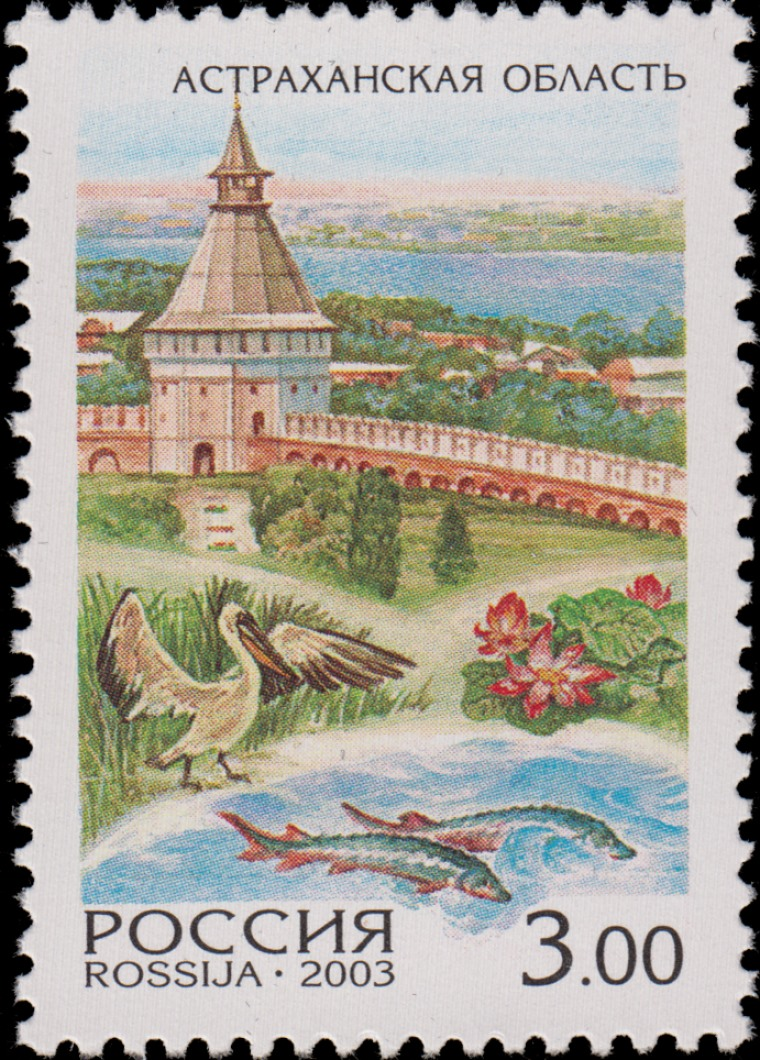
Почтовая марка

## Награды
- Орден Ленина (5 июня 1967 года) — за успехи, достигнутые трудящимися области в развитии народного хозяйства и в культурном строительстве[107]